# Liste der ältesten verstorbenen prominenten Menschen
Die Liste der ältesten verstorbenen prominenten Menschen listet in einer sortierbaren Tabelle die ältesten Menschen auf, die (unabhängig von der öffentlichen Wahrnehmung aufgrund ihres hohen Alters) prominent waren und die bereits verstorben sind.
Nach Namen, Geburtstag und Todestag folgen in der Tabelle Spalten für das exakte Alter in Tagen, das Alter in Jahren und Tagen, die Staatsangehörigkeit, der Grund der Prominenz, sowie Sortierspalten für den Bereich ihrer Tätigkeit (z. B. Kunst, Politik etc., Erläuterung unter der Tabelle) und für das Geschlecht (F = Frau, M = Mann). Durch nacheinander durchgeführte Sortierschritte können z. B. Frauen im Bereich Politik oder österreichische Film- und Theaterschaffende auf einen Blick dargestellt werden. Standardsortierung ist 1. nach „Alter T“, 2. nach „J“ und „T“, 3. nach Name.
Als Mindestalter für die Aufnahme in die Tabelle gelten willkürlich 38300 Tage (= ca. 104 Jahre und 10½ Monate).

## Tabelle
| Name                                  | geboren            | gestorben          | Alter T | J   | T   | Staat                           | bekannt als | Ber.    | G |
| ------------------------------------- | ------------------ | ------------------ | ------- | --- | --- | ------------------------------- | --- | ------- | - |
| Marita Camacho Quirós                 | 10. März 1911      | 20. Juni 2025      | 41741   | 114 | 102 | Costa Rica                      | Ehefrau des Präsidenten von Costa Rica Francisco José Orlich Bolmarcich | Pol     | F |
| Leila Denmark                         | 1. Februar 1898    | 1. April 2012      | 41697   | 114 | 60  | Vereinigte Staaten              | Kinderärztin, leistete Beitrag zur Entwicklung der Keuchhusten-Impfung | Wis-Med | F |
| Shi Ping                              | 1. November 1911   | 29. Juni 2024      | 41149   | 112 | 241 | Volksrepublik China             | stellvertretender Direktor und Generalsekretär des Ständigen Ausschusses des Achten Volkskongresses der Stadt Shanghai 1983–1985 und Inhaber verschiedener Parteiämter in der Kommunistischen Partei Chinas                                                       | Pol     | M |
| Alphaeus Philemon Cole                | 12. Juli 1876      | 25. November 1988  | 41043   | 112 | 136 | Vereinigte Staaten              | Stillleben- und Portraitmaler | Kun     | M |
| Germaine Auger                        | 13. Juni 1889      | 24. August 2001    | 40979   | 112 | 72  | Frankreich                      | Filmschauspielerin, u. a. in Rothchild (Regie: Marco de Gastyne, 1933) und Tout pour rien (Regie: René Pujol, 1933) | Fil-Sch | F |
| Theresa Bernstein                     | 1. März 1890       | 13. Februar 2002   | 40891   | 111 | 349 | Vereinigte Staaten              | Malerin | Kun     | F |
| Frederica Sagor Maas                  | 6. Juli 1900       | 5. Januar 2012     | 40725   | 111 | 183 | Vereinigte Staaten              | Drehbuchautorin | Fil-Son | F |
| Qin Hanzhang (en)                     | 15. Februar 1908   | 15. August 2019    | 40724   | 111 | 181 | Volksrepublik China             | Lebensmitteltechnologe, Hochschullehrer und Leiter eines Forschungsinstituts für Fermentation | Wis-Nat | M |
| Ruthie Tompson                        | 22. Juli 1910      | 10. Oktober 2021   | 40623   | 111 | 80  | Vereinigte Staaten              | Animatorin für Filme der The Walt Disney Company | Fil-Son | F |
| Cecilia Seghizzi (en)                 | 5. September 1908  | 22. November 2019  | 40620   | 111 | 78  | Italien                         | Komponistin | Mus     | F |
| Luís Torras                           | 29. Dezember 1912  | 14. Januar 2024    | 40558   | 111 | 16  | Spanien                         | Landschafts- und Portraitmaler | Kun     | M |
| Zhou Youguang                         | 13. Januar 1906    | 14. Januar 2017    | 40544   | 111 | 1   | Volksrepublik China             | Ökonom und Linguist, Professor an der Fudan-Universität, entwickelte die Pinyin-Umschrift des Chinesischen | Wis-Spr | M |
| Leopold Vietoris                      | 4. Juni 1891       | 9. April 2002      | 40486   | 110 | 309 | Österreich                      | Mathematiker (Schwerpunkt Topologie), Professor an der Universität Innsbruck | Wis-Mat | M |
| Zoltán Sárosy                         | 23. August 1906    | 19. Juni 2017      | 40478   | 110 | 300 | Kanada                          | Schachspieler | Spo     | M |
| Galo Leoz                             | 22. April 1879     | 23. Januar 1990    | 40453   | 110 | 276 | Spanien                         | Augenarzt, Professor an der Universität Complutense Madrid | Wis-Med | M |
| Cecylia Roszak                        | 25. März 1908      | 16. November 2018  | 40413   | 110 | 236 | Polen                           | Nonne und Gerechte unter den Völkern | Rel     | F |
| Carla Porta Musa (en)                 | 15. März 1902      | 10. Oktober 2012   | 40387   | 110 | 209 | Italien                         | Essayistin und Dichterin | Aut-Bel | F |
| Huang Mulan (zh)                      | 9. Juli 1906       | 7. Februar 2017    | 40382   | 110 | 204 | Volksrepublik China             | Geheimagentin | Bea     | F |
| Muazzez İlmiye Çığ                    | 20. Juni 1914      | 17. November 2024  | 40328   | 110 | 150 | Türkei                          | Sumerologin, Mitarbeiterin des Archäologischen Museums Istanbul, Übersetzerin und Sachbuchautorin | Wis-Ges | F |
| Zhang Lixiong (en)                    | 21. November 1913  | 2. April 2024      | 40310   | 110 | 133 | Volksrepublik China             | Generalmajor der Volksbefreiungsarmee (ab 1961), Abgeordneter im Nationalen Volkskongress (1975–1978) | Mil     | M |
| Elza Brandeisz                        | 18. September 1907 | 6. Januar 2018     | 40288   | 110 | 111 | Ungarn                          | Tänzerin und Gerechte unter den Völkern | Fil-Sch | F |
| Alice Herz-Sommer                     | 26. November 1903  | 23. Februar 2014   | 40267   | 110 | 89  | Israel                          | Pianistin, Dozentin an der Jerusalem Academy of Music and Dance; Überlebende des KZ Theresienstadt | Mus     | F |
| Abby Crawford Milton (en)             | 6. Februar 1881    | 2. Mai 1991        | 40261   | 110 | 85  | Vereinigte Staaten              | Vorsitzende der League of Women Voters im Bundesstaat Tennessee | Pol     | F |
| Zheng Ji                              | 6. Mai 1900        | 29. Juli 2010      | 40261   | 110 | 84  | Volksrepublik China             | Biochemiker, Professor an der Universität Nanjing | Wis-Nat | M |
| Eileen Whelan (en)                    | 30. Oktober 1911   | 3. Dezember 2021   | 40212   | 110 | 34  | Vereinigtes Königreich          | Cricketspielerin, nahm 1937–1949 als Mitglied der englischen Nationalmannschaft an 7 Länderspielen teil | Spo     | F |
| Norman Spencer                        | 13. August 1914    | 16. August 2024    | 40181   | 110 | 3   | Vereinigtes Königreich          | Drehbuchautor (u. a. Herr im Haus bin ich, 1954) und Filmproduzent (u. a. Fluchtpunkt San Francisco, 1971) | Fil-Son | M |
| Jane Ising                            | 2. Februar 1902    | 2. Februar 2012    | 40177   | 110 | 0   | Vereinigte Staaten              | Ökonomin, Professorin an der Bradley University | Wis-Wir | F |
| Helen Reichert (en)                   | 11. November 1901  | 25. September 2011 | 40130   | 109 | 318 | Vereinigte Staaten              | Dozentin für „Fashion Co-ordination“ und „Costume History“ an der Graduate School of Retailing der New York University, Talkmasterin einer Fernsehtalkshow | Fil-Son | F |
| Renée Simonot                         | 10. September 1911 | 11. Juli 2021      | 40117   | 109 | 304 | Frankreich                      | Schauspielerin am Théâtre National de l’Odéon sowie Synchronsprecherin; Mutter von Catherine Deneuve | Fil-Sch | F |
| Ruth Hamilton (en)                    | 21. April 1898     | 18. Januar 2008    | 40083   | 109 | 272 | Vereinigte Staaten              | Abgeordnete im Repräsentantenhaus von New Hampshire 1964–1973 (Rep.) | Pol     | F |
| Helli Stehle                          | 6. Dezember 1907   | 27. August 2017    | 40077   | 109 | 264 | Schweiz                         | Nachrichtensprecherin bei Radio Beromünster; Schauspielerin | Fil-Son | F |
| Marguerite Hoppenot (fr)              | 3. Juli 1901       | 18. März 2011      | 40070   | 109 | 258 | Frankreich                      | Gründerin der ökumenischen Laienorganisation Mouvement Sève (1938), Autorin mehrerer Bücher religiösen Inhalts | Rel     | F |
| Sadie Delany                          | 19. September 1889 | 25. Januar 1999    | 39939   | 109 | 128 | Vereinigte Staaten              | Autorin erfolgreicher autobiografischer Bücher, Hauswirtschaftslehrerin | Aut-Bel | F |
| Loren Reid (en)                       | 26. August 1905    | 25. Dezember 2014  | 39933   | 109 | 121 | Vereinigte Staaten              | Kommunikationswissenschaftler, Professor an der University of Missouri | Wis-Spr | M |
| Fujiwara Sosui (ja)                   | 17. Dezember 1880  | 6. März 1990       | 39890   | 109 | 79  | Japan                           | Autor mehrerer Bücher über Chinesische Kalligrafie, Lehrbeauftragter an mehreren Universitäten | Aut-Sac | M |
| Leo Ornstein                          | 11. Dezember 1892  | 24. Februar 2002   | 39886   | 109 | 75  | Vereinigte Staaten              | Komponist und Pianist | Mus     | M |
| Ma Shitu (en)                         | 14. Januar 1915    | 28. März 2024      | 39886   | 109 | 74  | Volksrepublik China             | Schriftsteller und Politiker; Autor zahlreicher Romane und Kurzgeschichten, seine 1980 veröffentlichte Kurzgeschichte 盗官记 war die Vorlage für den erfolgreichen Spielfilm Let the Bullets Fly (2010); Abgeordneter im Nationalen Volkskongress (1983–1993)     | Aut-Bel | M |
| Nils Elowsson (en)                    | 23. Oktober 1890   | 27. Oktober 1999   | 39815   | 109 | 4   | Schweden                        | Journalist und Politiker, Reichstagsabgeordneter in der 1. Kammer 1940–1963 (SAP) | Pol     | M |
| James O. Bass (en)                    | 12. Juli 1910      | 21. Mai 2019       | 39760   | 108 | 313 | Vereinigte Staaten              | Abgeordneter im Repräsentantenhaus von Tennessee 1936–1939 und im Senat von Tennessee 1940–1942 (Dem.) | Pol     | M |
| Boris Pahor                           | 26. August 1913    | 30. Mai 2022       | 39724   | 108 | 277 | Italien                         | slowenischsprachiger Schriftsteller | Aut-Bel | M |
| Geneviève Callerot                    | 6. Mai 1916        | 16. Januar 2025    | 39702   | 108 | 255 | Frankreich                      | Schriftstellerin | Aut-Bel | F |
| Milton Thiago de Mello                | 5. Februar 1916    | 1. Oktober 2024    | 39686   | 108 | 239 | Brasilien                       | Tiermediziner und Primatologe, Professor an der Universidade de Brasília | Wis-Nat | M |
| Madame Simone (en)                    | 3. April 1877      | 17. Oktober 1985   | 39643   | 108 | 197 | Frankreich                      | Schauspielerin und Schriftstellerin | Aut-Bel | F |
| Carmen Martínez Sierra                | 3. Mai 1904        | 6. November 2012   | 39634   | 108 | 187 | Spanien                         | Opernsängerin (Mezzosopran) und Schauspielerin | Mus     | F |
| Edith Hoffmann                        | 24. Juli 1907      | 4. Januar 2016     | 39611   | 108 | 164 | Vereinigtes Königreich          | Kunsthistorikerin, stellvertretende Herausgeberin des Burlington Magazine und Autorin eines Buches über Oskar Kokoschka | Wis-Ges | F |
| Hugues Cuénod                         | 26. Juni 1902      | 6. Dezember 2010   | 39610   | 108 | 163 | Schweiz                         | Opernsänger (Tenor) | Mus     | M |
| Waldemar Levy Cardoso                 | 4. Dezember 1900   | 13. Mai 2009       | 39607   | 108 | 160 | Brasilien                       | Feldmarschall, Vorstand und Aufsichtsrat des staatlichen Ölkonzerns Petrobras | Mil     | M |
| Wang Dingguo (en)                     | 4. Februar 1912    | 9. Juni 2020       | 39573   | 108 | 126 | Volksrepublik China             | Mitglied der Politischen Konsultativkonferenz des chinesischen Volkes 1978–1993 (Kommunistische Partei Chinas), Ehefrau von Xie Juezai | Pol     | F |
| Georges Loinger                       | 29. August 1910    | 28. Dezember 2018  | 39568   | 108 | 121 | Frankreich                      | Mitglied der Résistance, Autor autobiographischer Bücher | Pol     | M |
| Vera Shlakman (en)                    | 15. Juli 1909      | 5. November 2017   | 39560   | 108 | 113 | Vereinigte Staaten              | marxistische Ökonomin, Dozentin am Queens College, City University of New York, Professorin an der Columbia University School of Social Work | Wis-Wir | F |
| Alfonso Menna (it)                    | 22. Januar 1890    | 11. April 1998     | 39525   | 108 | 79  | Italien                         | Bürgermeister von Salerno 1955–1970 (DC) | Pol     | M |
| Madeleine Vivan (fr)                  | 19. August 1912    | 15. Oktober 2020   | 39504   | 108 | 57  | Frankreich                      | Romanschriftstellerin und Dichterin | Aut-Bel | F |
| Georg Loewenstein                     | 18. April 1890     | 27. Mai 1998       | 39485   | 108 | 39  | Deutschland                     | Dermatologe, Sexualwissenschaftler und Sozialhygieniker | Wis-Med | M |
| Marjory Stoneman Douglas              | 7. April 1890      | 14. Mai 1998       | 39483   | 108 | 37  | Vereinigte Staaten              | Umweltschützerin, Journalistin und Schriftstellerin, setzte sich für den Erhalt der Everglades ein | Aut-Sac | F |
| Marian Fuks                           | 28. September 1914 | 23. Oktober 2022   | 39472   | 108 | 25  | Polen                           | Historiker, 1968–1969 und 1971–1973 Präsident des Jüdischen Historischen Instituts in Warschau, Autor zahlreicher Bücher | Wis-Ges | M |
| Carl J. Shapiro (en)                  | 15. Februar 1913   | 7. März 2021       | 39467   | 108 | 20  | Vereinigte Staaten              | Gründer des Damenbekleidungsunternehmens Kay Windsor und Philanthrop | Wir     | M |
| Johannes Heesters                     | 5. Dezember 1903   | 24. Dezember 2011  | 39466   | 108 | 19  | Niederlande                     | Schauspieler und Operettenstar | Fil-Sch | M |
| Wilfried de Beauclair                 | 4. April 1912      | 22. April 2020     | 39465   | 108 | 18  | Deutschland                     | Computerpionier; Entwicklungsingenieur und Laborleiter bei SEL, Sachbuchautor | Wis-Nat | M |
| William Frankland (en)                | 19. März 1912      | 2. April 2020      | 39461   | 108 | 14  | Vereinigtes Königreich          | Allergologe am St Mary’s Hospital in London | Wis-Med | M |
| Boris Jefimowitsch Jefimow            | 28. September 1900 | 1. Oktober 2008    | 39450   | 108 | 3   | Sowjetunion                     | Karikaturist, erhielt 1950 und 1951 den Stalinpreis sowie 1972 den Staatspreis der UdSSR | Kun     | M |
| Irma Rapuzzi                          | 12. April 1910     | 3. April 2018      | 39438   | 107 | 356 | Frankreich                      | Mitglied des Senats 1955–1989 (Parti socialiste) | Pol     | F |
| Hirakushi Denchū                      | 15. Januar 1872    | 30. Dezember 1979  | 39430   | 107 | 349 | Japan                           | Bildhauer, Professor an der Kunstakademie Tokio, Mitglied der Japanischen Akademie der Künste, Träger der Auszeichnung Person mit besonderen kulturellen Verdiensten                                                                                              | Kun     | M |
| Rosa Rio (en)                         | 2. Juni 1902       | 13. Mai 2010       | 39427   | 107 | 345 | Vereinigte Staaten              | Organistin und Stummfilmbegleiterin | Mus     | F |
| Vance Trimble (en)                    | 6. Juli 1913       | 16. Juni 2021      | 39427   | 107 | 345 | Vereinigte Staaten              | Zeitungsjournalist und Buchautor, Gewinner des Pulitzer-Preises 1960 | Aut-Sac | M |
| Shinoda Tōkō                          | 28. März 1913      | 1. März 2021       | 39420   | 107 | 338 | Japan                           | Sumi-e-Künstlerin | Kun     | F |
| Viola Smith                           | 29. November 1912  | 21. Oktober 2020   | 39408   | 107 | 327 | Vereinigte Staaten              | Schlagzeugerin, u. a. im Hour of Charm Orchestra | Mus     | F |
| Gillo Dorfles                         | 12. April 1910     | 2. März 2018       | 39406   | 107 | 324 | Italien                         | Kunstkritiker und Maler, Autor des Buches „Der Kitsch“ (1968) | Aut-Sac | M |
| Yang Jingnian                         | 17. Oktober 1908   | 4. September 2016  | 39404   | 107 | 323 | Volksrepublik China             | Wirtschaftswissenschaftler, Professor an der Nankai-Universität | Wis-Wir | M |
| Matsui Michio (ja)                    | 1. November 1906   | 19. September 2014 | 39404   | 107 | 322 | Japan                           | Abgeordneter im Sangiin 1947–1950 (Ryokufūkai) | Pol     | M |
| Harry E. Goldsworthy                  | 3. April 1914      | 16. Februar 2022   | 39401   | 107 | 319 | Vereinigte Staaten              | Generalleutnant, 1969–1973 Deputy Chief of Staff for Systems and Logistics der United States Air Force | Mil     | M |
| Louise Horne (en)                     | 13. Mai 1913       | 28. März 2021      | 39401   | 107 | 319 | Trinidad und Tobago             | Mitglied des Senats 1976–1991 | Pol     | F |
| Elder Roma Wilson (en)                | 22. Dezember 1910  | 25. Oktober 2018   | 39389   | 107 | 307 | Vereinigte Staaten              | Gospel- und Bluesmusiker (Mundharmonika, Gesang), Preisträger der National Heritage Fellowship | Mus     | M |
| Gerard Helders                        | 9. März 1905       | 6. Januar 2013     | 39385   | 107 | 303 | Niederlande                     | Minister für Kolonialangelegenheiten 1957–1959 (CHU) | Pol     | M |
| Barys Kit                             | 6. April 1910      | 1. Februar 2018    | 39383   | 107 | 301 | Vereinigte Staaten              | Mathematiker und Raketentechniker, NASA-Mitarbeiter, Professor an der University of Maryland | Wis-Nat | M |
| Tanaka Shizu (ja)                     | 20. Januar 1917    | 3. November 2024   | 39369   | 107 | 288 | Japan                           | Schriftstellerin | Aut-Bel | F |
| Elisabeth Keers-Laseur                | 8. März 1890       | 18. Dezember 1997  | 39366   | 107 | 285 | Niederlande                     | Leiterin der Nationaal-Socialistische Vrouwen Organisatie (der Frauenorganisation der Nationaal-Socialistische Beweging) 1940–1941 | Pol     | F |
| Georgia Burke (en)                    | 27. Februar 1878   | 28. November 1985  | 39355   | 107 | 274 | Vereinigte Staaten              | Theaterschauspielerin in zahlreichen Broadway-Produktionen sowie Hörspielsprecherin | Fil-Sch | F |
| Giannis Papadimitriou (el)            | 29. März 1912      | 25. Dezember 2019  | 39352   | 107 | 271 | Griechenland                    | Vorsitzender der Eisenbahnergewerkschaft 1941–1947, Abgeordneter im Griechischen Parlament 1956–1967 (EDA) | Pol     | M |
| Emmanuel Kriaras                      | 28. November 1906  | 22. August 2014    | 39349   | 107 | 267 | Griechenland                    | Professor für Griechische Philologie des Mittelalters an der Aristoteles-Universität Thessaloniki, Lexikograph | Wis-Spr | M |
| Isabel Crook (en)                     | 15. Dezember 1915  | 20. August 2023    | 39330   | 107 | 248 | Kanada                          | Ethnologin, Professorin an der Pekinger Fremdsprachenuniversität | Wis-Spr | F |
| Ye Qianji (zh)                        | 25. Juni 1909      | 28. Februar 2017   | 39330   | 107 | 248 | Volksrepublik China             | Agrarwissenschaftler, Professor an der Landwirtschaftlichen Universität Südwestchinas, dessen 1986 publiziertes Konzept einer „ökologischen Zivilisation“ seit 2007 offizielles Ziel der Kommunistischen Partei Chinas ist                                        | Wis-Nat | M |
| Ruth Johnson Colvin                   | 16. Dezember 1916  | 18. August 2024    | 39327   | 107 | 246 | Vereinigte Staaten              | Alphabetisierungsaktivistin und Sachbuchautorin | Pol     | F |
| Gerda Ring (en)                       | 11. Mai 1891       | 12. Januar 1999    | 39327   | 107 | 246 | Norwegen                        | Schauspielerin, spielte von 1912 bis 1961 am Nationaltheatret in Oslo | Fil-Sch | F |
| G. Venkatasubbiah (en)                | 23. August 1913    | 19. April 2021     | 39321   | 107 | 239 | Indien                          | Autor mehrerer Wörterbücher der Sprache Kannada | Wis-Spr | M |
| Leni Matthaei                         | 2. Juni 1873       | 24. Januar 1981    | 39317   | 107 | 236 | Deutschland                     | Klöppelkünstlerin | Kun     | F |
| K. Aiyappan Pillai (en)               | 24. Mai 1914       | 5. Januar 2022     | 39308   | 107 | 226 | Indien                          | Vizepräsident der Bharatiya Janata Party im Bundesstaat Kerala ab 1980 | Pol     | M |
| Ren Fushan (zh)                       | 4. Mai 1915        | 13. Dezember 2022  | 39305   | 107 | 223 | Volksrepublik China             | Arbeitsökonom, Professor am Beijing Labor Cadre School/Beijing Institute of Economics, Autor mehrerer Bücher über Arbeitsökonomik und Arbeitsrecht | Wis-Wir | M |
| George Abbott                         | 25. Juni 1887      | 31. Januar 1995    | 39301   | 107 | 220 | Vereinigte Staaten              | Musicalproduzent und Drehbuchautor (u. a. Im Westen nichts Neues 1930, Damn Yankees 1958) | Fil-Son | M |
| Nellie May Naylor (en)                | 20. März 1885      | 5. Oktober 1992    | 39280   | 107 | 199 | Vereinigte Staaten              | Chemikerin, Professorin am Iowa State College of Agriculture and Mechanic Arts, Autorin des Buches Introductory Chemistry with Household Applications (1933) | Wis-Nat | F |
| Walton Brooks McDaniel                | 4. März 1871       | 16. September 1978 | 39277   | 107 | 196 | Vereinigte Staaten              | Professor für lateinische Sprache und Literatur an der University of Pennsylvania | Wis-Spr | M |
| Sergei Michailowitsch Nikolski        | 30. April 1905     | 9. November 2012   | 39275   | 107 | 193 | Sowjetunion                     | Mathematiker (Schwerpunkt Funktionalanalysis), Forscher am Steklow-Institut für Mathematik | Wis-Mat | M |
| Friedrich Wilhelm von Rauchhaupt      | 13. August 1881    | 28. Januar 1989    | 39249   | 107 | 168 | Deutschland                     | Professor für iberisches und iberoamerikanisches Recht und für Völkerrecht an der Universität Heidelberg | Wis-Rec | M |
| Amy Patterson (en)                    | 16. Juli 1912      | 28. Dezember 2019  | 39246   | 107 | 165 | Argentinien                     | Komponistin | Mus     | F |
| Lilly Bruck                           | 13. Mai 1913       | 24. Oktober 2020   | 39246   | 107 | 164 | Vereinigte Staaten              | Autorin von Access. The Guide to a better Life for Disabled Americans, eines 1978 erschienenen Sachbuchs für die Teilhabe von Menschen mit Behinderungen | Aut-Sac | F |
| Virginia Newell (en)                  | 7. Oktober 1917    | 14. März 2025      | 39240   | 107 | 158 | Vereinigte Staaten              | Professorin für Mathematik und Informatik an der Winston-Salem State University (ab 1965) | Wis-Mat | F |
| Yagyū Ryōzō (ja)                      | 26. Oktober 1905   | 31. März 2013      | 39238   | 107 | 156 | Japan                           | Zoologe (Schwerpunkt Wimpertierchen), Professor an der Universität Hiroshima | Wis-Nat | M |
| Guacolda Antoine (es)                 | 11. April 1908     | 22. August 2015    | 39214   | 107 | 133 | Chile                           | Mathematikerin, Professorin an der Universidad de Chile | Wis-Mat | F |
| Paula Karpinski                       | 6. November 1897   | 8. März 2005       | 39203   | 107 | 122 | Deutschland                     | Hamburger Jugend-Senatorin 1946–1953 und 1957–1961 (SPD) | Pol     | F |
| Gösta Vestlund (sv)                   | 15. Juni 1913      | 5. Oktober 2020    | 39194   | 107 | 112 | Schweden                        | Volkshochschullehrer und -gründer, Autor von Büchern zum Thema Erwachsenenbildung | Wis-Soz | M |
| Shōchi Saburō (ja)                    | 16. August 1906    | 27. November 2013  | 39185   | 107 | 103 | Japan                           | Sonderpädagoge, Professor an der Pädagogischen Hochschule Fukuoka und an der Daegu University in Südkorea | Wis-Soz | M |
| Pappukutty Bhagavathar (en)           | 29. März 1913      | 22. Juni 2020      | 39167   | 107 | 85  | Indien                          | Sänger und Filmschauspieler in Malayalam-Filmen | Fil-Sch | M |
| Eleanor Daniels (en)                  | 28. Dezember 1886  | 18. März 1994      | 39161   | 107 | 80  | Vereinigte Staaten              | Schauspielerin und Musicaldarstellerin, hatte u. a. eine Hauptrolle in dem George-Gershwin-Musical La La Lucille (1919, Criterion Theatre) | Fil-Sch | F |
| Qin Huali (zh)                        | 6. Januar 1913     | 14. März 2020      | 39149   | 107 | 68  | Volksrepublik China             | Mitglied des Ständigen Ausschusses des Fünften und Sechsten Volkskongresses der Provinz Jiangsu (1979–1988) | Pol     | M |
| Johan van Hulst                       | 28. Januar 1911    | 22. März 2018      | 39135   | 107 | 53  | Niederlande                     | Mitglied der Ersten Kammer des Parlaments 1956–1981 und des Europäischen Parlaments 1961–1967 (CHU), Professor für Pädagogik an der Vrije Universiteit Amsterdam; Gerechter unter den Völkern                                                                     | Pol     | M |
| Eva Ponto                             | 2. März 1918       | 24. April 2025     | 39135   | 107 | 53  | Deutschland                     | Filmeditorin; Tochter von Erich Ponto | Fil-Son | F |
| Frances Hesselbein (en)               | 1. November 1915   | 11. Dezember 2022  | 39122   | 107 | 40  | Vereinigte Staaten              | Geschäftsführerin der Pfadfinderorganisation Girl Scouts of the USA 1976–1990, Vorstandsmitglied mehrerer Unternehmen und Trägerin der Presidential Medal of Freedom 1998                                                                                         | Wir     | F |
| Chen Hansheng (en)                    | 5. Februar 1897    | 13. März 2004      | 39117   | 107 | 37  | Volksrepublik China             | Soziologe, Professor an der Universität Peking | Wis-Soz | M |
| Orin Tugman                           | 26. Mai 1880       | 30. Juni 1987      | 39115   | 107 | 35  | Vereinigte Staaten              | Physiker, Professor an der University of Utah | Wis-Nat | M |
| Martin Čokl                           | 12. Oktober 1907   | 13. November 2014  | 39114   | 107 | 32  | Jugoslawien                     | Forstwissenschaftler, Professor für Dendrometrie an der Universität Ljubljana | Wis-Nat | M |
| Arthur L. Thurlow (en)                | 5. Mai 1913        | 27. Mai 2020       | 39104   | 107 | 22  | Kanada                          | Abgeordneter im Abgeordnetenhaus von Nova Scotia 1949–1953 (Lib.); Richter am Federal Court of Canada | Pol     | M |
| Oreste Genta (it)                     | 2. November 1911   | 13. November 2018  | 39093   | 107 | 11  | Italien                         | General der Luftwaffe | Mil     | M |
| Félix Sienra                          | 21. Januar 1916    | 30. Januar 2023    | 39091   | 107 | 9   | Uruguay                         | Olympiateilnehmer 1948 im Segeln | Spo     | M |
| Walter Walsh (en)                     | 4. Mai 1907        | 29. April 2014     | 39077   | 106 | 360 | Vereinigte Staaten              | Sportschütze (Teilnehmer der Olympischen Sommerspiele 1948, Gewinner einer Silbermedaille bei der Sportschießen-Weltmeisterschaft 1952), FBI-Agent, Schießausbilder beim United States Marine Corps                                                               | Spo     | M |
| Fernando Penteado Cardoso (pt)        | 19. September 1914 | 7. September 2021  | 39070   | 106 | 353 | Brasilien                       | Landwirtschaftsminister des Bundesstaates São Paulo 1964 | Pol     | M |
| Edward Fenlon (en)                    | 7. Oktober 1903    | 19. September 2010 | 39064   | 106 | 347 | Vereinigte Staaten              | Abgeordneter im Repräsentantenhaus von Michigan 1933–1938 (Dem.) | Pol     | M |
| Kondō Yasuo (ja)                      | 1. Januar 1899     | 25. November 2005  | 39044   | 106 | 328 | Japan                           | Agrarökonom, Professor an der Universität Tokio und Musashi-Universität | Wis-Nat | M |
| Richard Perlia                        | 6. April 1905      | 14. Februar 2012   | 39030   | 106 | 314 | Deutschland                     | Testpilot, Redakteur und Fotograf | Aut-Sac | M |
| Giuseppe Aldo Rossi (it)              | 6. Juni 1913       | 9. April 2020      | 39024   | 106 | 308 | Italien                         | Drehbuchautor | Fil-Son | M |
| Felizardo de Pinho Pessoa Filho (pt)  | 26. April 1918     | 22. Februar 2025   | 39019   | 106 | 302 | Brasilien                       | Bürgermeister von Viçosa do Ceará 1951–1955 und 1959–1963 sowie Abgeordneter im Parlament des Bundesstaates Ceará 1963–1966 | Pol     | M |
| Wilhelm Klein                         | 24. März 1889      | 7. Januar 1996     | 39004   | 106 | 289 | Deutschland                     | römisch-katholischer Theologe, Jesuit, Professor an der PTH Sankt Georgen, Spiritual am Pontificium Collegium Germanicum et Hungaricum de Urbe | Rel     | M |
| Wei Shoukun (en)                      | 16. September 1907 | 30. Juni 2014      | 39004   | 106 | 287 | Volksrepublik China             | Chemiker (Schwerpunkt: Metallurgie), Professor an der Universität für Wissenschaft und Technik Peking, Mitglied der Chinesischen Akademie der Wissenschaften | Wis-Nat | M |
| Lambert Mascarenhas (en)              | 17. September 1914 | 27. Juni 2021      | 39000   | 106 | 283 | Indien                          | Schriftsteller und Zeitungsjournalist | Aut-Bel | M |
| Horie Masao (ja)                      | 16. Juni 1915      | 20. März 2022      | 38994   | 106 | 277 | Japan                           | Generalleutnant der Selbstverteidigungsstreitkräfte, Abgeordneter im Sangiin 1977–1989 (LDP) | Mil     | M |
| Mikami Miwa (ja)                      | 30. März 1904      | 21. Dezember 2010  | 38982   | 106 | 266 | Japan                           | Medizinerin, Professorin und Rektorin an der Tokyo Women's Medical University | Wis-Med | F |
| Bernard de Give (nl)                  | 8. Mai 1913        | 27. Januar 2020    | 38980   | 106 | 264 | Belgien                         | Zisterzienser, Missionar und Autor | Rel     | M |
| Carmen Herrera                        | 31. Mai 1915       | 12. Februar 2022   | 38974   | 106 | 257 | Vereinigte Staaten              | Malerin der Konkreten Kunst | Kun     | F |
| Zhang Tianfu (en)                     | 21. September 1910 | 4. Juni 2017       | 38973   | 106 | 256 | Volksrepublik China             | Agrarwissenschaftler (Schwerpunkt Tee-Herstellung), Dozent an der Fukian Christian University, Leiter des Nationalen Tee-Forschungsinstituts | Wis-Nat | M |
| Léon Lacroix                          | 23. November 1909  | 1. August 2016     | 38968   | 106 | 252 | Belgien                         | Numismatiker und Klassischer Archäologe, Professor an der Universität Lüttich | Wis-Ges | M |
| Thomas Maitland Snow                  | 21. Mai 1890       | 24. Januar 1997    | 38964   | 106 | 248 | Vereinigtes Königreich          | Britischer Gesandter in Kuba (1935–1937), Finnland (1937–1940), Kolumbien (1941–1945) und der Schweiz (1946–1949) | Bea     | M |
| Soja Konstantinowna Tschekmasowa (ru) | 8. Mai 1900        | 11. Januar 2007    | 38964   | 106 | 248 | Sowjetunion                     | Theaterschauspielerin (1935–1964 am Maxim-Gorki-Theater in Samara), Volkskünstler der RSFSR 1956 | Fil-Sch | F |
| Bobbie Heine                          | 5. Dezember 1909   | 31. Juli 2016      | 38955   | 106 | 239 | Südafrika                       | Tennisspielerin, mit ihrer Doppelpartnerin Irene Peacock Gewinnerin der Französischen Meisterschaften 1927 und Zweitplatzierte der Wimbledon Championships 1927                                                                                                   | Spo     | F |
| Song Meiling                          | 5. März 1897       | 23. Oktober 2003   | 38947   | 106 | 232 | Taiwan                          | Ehefrau des Kuomintang-Führers und Staatspräsidenten Chiang Kai-shek, Dolmetscherin und Diplomatin | Pol     | F |
| Erich Häßler                          | 22. April 1899     | 2. Dezember 2005   | 38940   | 106 | 224 | Deutsche Demokratische Republik | Kindermediziner, Professor am Universitätsklinikum Jena | Wis-Med | M |
| Katja Andy                            | 23. Mai 1907       | 30. Dezember 2013  | 38938   | 106 | 221 | Vereinigte Staaten              | Pianistin, Professorin am New England Conservatory of Music | Mus     | F |
| Charles Warrell (en)                  | 23. April 1889     | 26. November 1995  | 38932   | 106 | 217 | Vereinigtes Königreich          | Kinderbuchautor, Gründer der Buchreihe I-Spy | Aut-Bel | M |
| Lincoln Maazel (en)                   | 12. Februar 1903   | 15. September 2009 | 38932   | 106 | 215 | Vereinigte Staaten              | Schauspieler, u. a. in Martin (Regie: George A. Romero, 1977) | Fil-Sch | M |
| Kaikhosru Dadhaboy Sethna             | 26. November 1904  | 29. Juni 2011      | 38931   | 106 | 215 | Indien                          | Dichter und Philosoph, Schüler von Sri Aurobindo | Aut-Sac | M |
| Inuzuka Minoru (en)                   | 15. Februar 1901   | 17. September 2007 | 38930   | 106 | 214 | Japan                           | Drehbuchautor und Filmregisseur | Fil-Son | M |
| Elizabeth Couchman (en)               | 19. April 1876     | 18. November 1982  | 38928   | 106 | 213 | Australien                      | Vorsitzende der Australian Women's National League 1927–1945, stellvertretende Landesvorsitzende der Liberal Party of Australia im Bundesstaat Victoria 1949–1955                                                                                                 | Pol     | F |
| Watanabe Tadao (ja)                   | 3. September 1898  | 3. April 2005      | 38928   | 106 | 212 | Japan                           | Bankier und Politikberater, 1947–1960 Präsident der Sanwa Bank | Wir     | M |
| Mozume Takakazu (ja)                  | 3. April 1879      | 25. Oktober 1985   | 38921   | 106 | 205 | Japan                           | Romanautor und Literaturwissenschaftler | Aut-Bel | M |
| Irena Celej (pl)                      | 20. Juli 1917      | 7. Februar 2024    | 38918   | 106 | 202 | Polen                           | Biologin, Dozentin für Sporternährung an der Sporthochschule Danzig und weiteren Hochschulen, Autorin mehrerer Bücher über Sporternährung | Wis-Nat | F |
| Giorgio Michetti (it)                 | 7. Dezember 1912   | 17. Juni 2019      | 38908   | 106 | 192 | Italien                         | Maler | Kun     | M |
| Norman Lloyd                          | 8. November 1914   | 11. Mai 2021       | 38901   | 106 | 184 | Vereinigte Staaten              | Schauspieler (u. a. in Rampenlicht, 1952, und Der Club der toten Dichter, 1989) sowie Regisseur und Filmproduzent | Fil-Sch | M |
| Margaret Bemister (en)                | 31. August 1877    | 3. März 1984       | 38900   | 106 | 185 | Kanada                          | Schriftstellerin und Märchensammlerin | Aut-Bel | F |
| Homer Dwight Chapman                  | 4. Oktober 1898    | 4. April 2005      | 38898   | 106 | 182 | Vereinigte Staaten              | Agrarwissenschaftler und Bodenkundler, Professor an der University of California, Riverside | Wis-Nat | M |
| Zhang Kebiao                          | 26. Juli 1900      | 23. Januar 2007    | 38897   | 106 | 181 | Volksrepublik China             | Schriftsteller und Literaturkritiker | Aut-Bel | M |
| Nicanor A. de la Fuente (es)          | 16. September 1902 | 15. März 2009      | 38897   | 106 | 180 | Peru                            | Schriftsteller (Lyrik und Kurzgeschichten) und Journalist; bekannt als Nixa | Aut-Bel | M |
| Eric P. Newman (en)                   | 25. Mai 1911       | 15. November 2017  | 38891   | 106 | 174 | Vereinigte Staaten              | Numismatiker, Autor mehrerer Bücher über nordamerikanische Münzen und Scheine des 18. Jahrhunderts | Aut-Sac | M |
| Victor Küzdő                          | 18. September 1859 | 24. Februar 1966   | 38875   | 106 | 159 | Vereinigte Staaten              | Violinist und Komponist | Mus     | M |
| Cleonice Berardinelli                 | 28. August 1916    | 31. Januar 2023    | 38872   | 106 | 156 | Brasilien                       | Professorin für Portugiesische Literatur an der Universidade Federal do Rio de Janeiro und der Päpstlich Katholischen Universität von Rio de Janeiro; Expertin für Luís de Camões und Fernando Pessoa                                                             | Wis-Spr | F |
| Sam Latter (en)                       | 4. Januar 1904     | 6. Juni 2010       | 38870   | 106 | 153 | Vereinigtes Königreich          | Fußballspieler, 1928–1931 bei Third Lanark in der 1. und 2. Scottish Football League | Spo     | M |
| Harold Lawton                         | 27. Juli 1899      | 24. Dezember 2005  | 38866   | 106 | 150 | Vereinigtes Königreich          | Professor für Französisch an der Universität Southampton, Vizekanzler der Universität Sheffield | Wis-Spr | M |
| Zou Yan (en)                          | 5. November 1915   | 1. April 2022      | 38864   | 106 | 147 | Volksrepublik China             | Generalmajor der Volksbefreiungsarmee, Delegierter beim Parteitag der Kommunistischen Partei Chinas 1969, 1977, 1982 und 1987, Mitglied der Zentralen Disziplinarkommission der Kommunistischen Partei Chinas                                                     | Mil     | M |
| Tonio Selwart                         | 9. Juni 1896       | 2. November 2002   | 38861   | 106 | 146 | Vereinigte Staaten              | Schauspieler, u. a. in The Hitler Gang (Regie: John Farrow, 1944) und Sehnsucht (Regie: Luchino Visconti, 1954) | Fil-Sch | M |
| Cornelius Wiebe (en)                  | 18. Februar 1893   | 12. Juli 1999      | 38859   | 106 | 144 | Kanada                          | 1932–1936 Abgeordneter in der Legislativversammlung von Manitoba (Liberal Party) | Pol     | M |
| Maria Drewniakówna (pl)               | 13. Mai 1908       | 30. September 2014 | 38856   | 106 | 140 | Polen                           | Opernsängerin (Sopran) | Mus     | F |
| Katherine Fryer (en)                  | 26. August 1910    | 11. Januar 2017    | 38855   | 106 | 138 | Vereinigtes Königreich          | Holzstich-Künstlerin | Kun     | F |
| Mary Ward (en)                        | 6. März 1915       | 19. Juli 2021      | 38852   | 106 | 135 | Australien                      | Schauspielerin, u. a. in den Serien Prisoner (1979–1981) und Nachbarn (1989) | Fil-Sch | F |
| Hữu Ngọc (fr)                         | 22. Dezember 1918  | 2. Mai 2025        | 38848   | 106 | 131 | Vietnam                         | Journalist, Chefredakteur mehrerer Zeitungen, Autor zahlreicher Bücher über vietnamesische Kultur | Aut-Sac | M |
| Manoel de Oliveira                    | 11. Dezember 1908  | 2. April 2015      | 38828   | 106 | 112 | Portugal                        | Filmregisseur (u. a. Am Ufer des Flusses, 1993) | Fil-Son | M |
| Mihai Șora (en)                       | 7. November 1916   | 25. Februar 2023   | 38826   | 106 | 110 | Rumänien                        | Politiker (Bildungsminister 1989–1990) und Publizist | Pol     | M |
| Lupita Tovar                          | 27. Juli 1910      | 12. November 2016  | 38825   | 106 | 108 | Mexiko                          | Filmschauspielerin, u. a. in Drácula (Regie: George Melford, 1931) und Santa (Regie: Antonio Moreno, 1932) | Fil-Sch | F |
| Eva Brummer                           | 13. März 1901      | 28. Juni 2007      | 38823   | 106 | 107 | Finnland                        | Textilkünstlerin | Kun     | F |
| Arthur Smith (en)                     | 8. Mai 1915        | 21. August 2021    | 38822   | 106 | 105 | Vereinigtes Königreich          | Fußballspieler, 1938–1939 bei Leicester City in der Second Division | Spo     | M |
| Robert R. Holt (en)                   | 27. Dezember 1917  | 10. April 2024     | 38821   | 106 | 105 | Vereinigte Staaten              | Professor für Psychologie an der New York University, Psychoanalytiker und Autor mehrerer Bücher (u. a. Methods in clinical psychology, 1978) | Wis-Soz | M |
| Luo Hong                              | 19. November 1910  | 27. Februar 2017   | 38817   | 106 | 100 | Volksrepublik China             | Schriftstellerin | Aut-Bel | F |
| Eldred Gee Smith (en)                 | 9. Januar 1907     | 4. April 2013      | 38802   | 106 | 85  | Vereinigte Staaten              | Presiding Patriarch der Kirche Jesu Christi der Heiligen der Letzten Tage 1947–1979 | Rel     | M |
| Kojima Chizuko (ja)                   | 3. März 1916       | 20. Mai 2022       | 38794   | 106 | 78  | Japan                           | Gründerin (gemeinsam mit ihrem Bruder Okada Takuya (* 1925)) und Direktorin (bis 1976) der 1969 durch Fusion des eigenen Familienbetriebes mit zwei weiteren Unternehmen entstandenen Supermarktkette JUSCO (seit 2011: Æon)                                      | Wir     | F |
| Immanuel Björkhagen (sv)              | 14. Juni 1888      | 31. August 1994    | 38793   | 106 | 78  | Schweden                        | Autor von Lehrbüchern für den Englischunterricht sowie von englischsprachigen Schwedisch-Lehrbüchern | Aut-Sac | M |
| Josef Callenberg                      | 8. September 1854  | 19. November 1960  | 38788   | 106 | 72  | Deutschland                     | Baumeister zahlreicher öffentlicher Gebäude | Kun     | M |
| Umberto Bruni (en)                    | 24. November 1914  | 1. Februar 2021    | 38786   | 106 | 69  | Kanada                          | Maler | Kun     | M |
| Tyrus Wong                            | 25. Oktober 1910   | 30. Dezember 2016  | 38783   | 106 | 66  | Vereinigte Staaten              | Animator, Chefdesigner bei Bambi (1942), später Produktionsillustrator für Warner Bros. | Kun     | M |
| Alfred Vaucher (en)                   | 18. März 1887      | 22. Mai 1993       | 38781   | 106 | 65  | Frankreich                      | Evangelist der Siebenten-Tags-Adventisten, Autor kirchenhistorischer Artikel und Bücher, u. a. einer Biographie des Jesuiten Manuel Lacunza | Rel     | M |
| Antoine Nguyên Van Thien              | 13. März 1906      | 13. Mai 2012       | 38778   | 106 | 61  | Südvietnam                      | römisch-katholischer Bischof von Vĩnh Long 1960–1968 | Rel     | M |
| Antoine Pompe (nl)                    | 9. Dezember 1873   | 9. Februar 1980    | 38777   | 106 | 62  | Belgien                         | Architekt und Möbeldesigner, Dozent an der Kunsthochschule La Cambre in Brüssel | Kun     | M |
| Doris Eaton Travis                    | 14. März 1904      | 11. Mai 2010       | 38774   | 106 | 58  | Vereinigte Staaten              | Revuetänzerin (Ziegfeld Follies 1918–1920), Filmschauspielerin, u. a. in Tell Your Children (Regie: Donald Crisp, 1922) und Der Mondmann (Regie: Miloš Forman, 1999)                                                                                              | Fil-Sch | F |
| Niimi Masaichi (en)                   | 4. Februar 1887    | 2. April 1993      | 38773   | 106 | 57  | Japan                           | Vizeadmiral der Kaiserlich Japanischen Marine, Administrator des japanisch besetzten Hong Kong 1941–1942 | Mil     | M |
| Li Guang (zh)                         | 5. November 1914   | 27. Dezember 2020  | 38769   | 106 | 52  | Volksrepublik China             | Generalmajor der Volksbefreiungsarmee | Mil     | M |
| Otto Burkard                          | 24. November 1908  | 13. Januar 2015    | 38766   | 106 | 50  | Österreich                      | Geophysiker (Schwerpunkt: Ionosphäre), Professor an der Universität Graz, Mitglied der Österreichischen Akademie der Wissenschaften | Wis-Nat | M |
| Magomed Machulowitsch Machulow (ru)   | 23. Februar 1915   | 11. April 2021     | 38764   | 106 | 47  | Sowjetunion                     | Mitglied des Obersten Sowjets der UdSSR 1954–1958 | Pol     | M |
| Run Run Shaw                          | 23. November 1907  | 7. Januar 2014     | 38762   | 106 | 45  | Hongkong                        | Filmproduzent, Mitbegründer der Produktionsfirma Shaw Brothers | Fil-Son | M |
| Nicholas Winton                       | 19. Mai 1909       | 1. Juli 2015       | 38759   | 106 | 43  | Vereinigtes Königreich          | Broker, rettete 1938–1939 hunderte jüdischer Kinder vor dem Holocaust, indem er deren Einreise nach Großbritannien organisierte | Pol     | M |
| Paul Henrard (fr)                     | 29. Januar 1893    | 13. März 1999      | 38758   | 106 | 43  | Belgien                         | Präsident von Standard Lüttich 1952–1977 | Spo     | M |
| Vincenzo Maria Pintorno (it)          | 31. Januar 1862    | 14. März 1968      | 38758   | 106 | 43  | Italien                         | Dirigent und Komponist, Professor für Gesang an den Konservatorien von Venedig und Neapel, 1921–1928 Leiter des Chors der Mailänder Scala | Mus     | M |
| Arthur Judson Brown (en)              | 3. Dezember 1856   | 11. Januar 1963    | 38754   | 106 | 39  | Vereinigte Staaten              | presbyterianischer Missionar und Autor | Rel     | M |
| Philip D’Arcy Hart (en)               | 25. Juni 1900      | 30. Juli 2006      | 38751   | 106 | 35  | Vereinigtes Königreich          | Mediziner, Wissenschaftler am Medical Research Council | Wis-Med | M |
| Hsu Li-nung (en)                      | 4. April 1919      | 4. Mai 2025        | 38747   | 106 | 30  | Taiwan                          | General des Heeres ab 1982, Veteranenminister 1987–1993, Mitglied der Kuomintang und ab 1993 Mitglied von deren Abspaltung Xindang | Mil     | M |
| Stefan Arczyński                      | 31. Juli 1916      | 28. August 2022    | 38744   | 106 | 28  | Polen                           | Landschaftsphotograph, hatte zahlreiche Einzelausstellungen in Polen, USA und DDR; Träger der Gloria-Artis-Medaille für kulturelle Verdienste in Gold | Kun     | M |
| Hans Erni                             | 21. Februar 1909   | 21. März 2015      | 38744   | 106 | 28  | Schweiz                         | Maler, Grafiker und Bildhauer | Kun     | M |
| Eleanor Sokoloff                      | 16. Juni 1914      | 12. Juli 2020      | 38743   | 106 | 26  | Vereinigte Staaten              | Klassische Pianistin, Hochschullehrerin am Curtis Institute of Music | Mus     | F |
| Julie Gibson                          | 6. September 1913  | 2. Oktober 2019    | 38742   | 106 | 26  | Vereinigte Staaten              | Sängerin und Filmschauspielerin, u. a. in Sock-a-Bye Baby (Regie: Jules White, 1942) und Bowery Buckaroos (Regie: William Beaudine, 1947) | Fil-Sch | F |
| Dirk Struik                           | 30. September 1894 | 21. Oktober 2000   | 38737   | 106 | 21  | Vereinigte Staaten              | Mathematikhistoriker, Professor am Massachusetts Institute of Technology, Mitglied der American Academy of Arts and Sciences | Wis-Mat | M |
| Mariana Frenk-Westheim                | 4. Juni 1898       | 24. Juni 2004      | 38736   | 106 | 20  | Mexiko                          | Schriftstellerin und Übersetzerin (übersetzte den Roman Pedro Páramo von Juan Rulfo ins Deutsche), Professorin an der Nationalen Autonomen Universität von Mexiko                                                                                                 | Aut-Bel | F |
| Bei Shizhang                          | 10. Oktober 1903   | 29. Oktober 2009   | 38736   | 106 | 19  | Volksrepublik China             | Biologe, Professor an der Zhejiang-Universität, Mitglied der Chinesischen Akademie der Wissenschaften | Wis-Nat | M |
| Ingrid Hansson (sv)                   | 30. Dezember 1918  | 5. Januar 2025     | 38723   | 106 | 6   | Schweden                        | Leichtathletin, schwedische Meisterin im Hochsprung 1937 und im Weitsprung 1938; 12. Platz im Weitsprung bei den Leichtathletik-Europameisterschaften 1938 | Spo     | F |
| Albertine Deletaille (fr)             | 9. Februar 1902    | 2. Februar 2008    | 38709   | 105 | 358 | Frankreich                      | Kinderbuchautorin und -illustratorin | Aut-Bel | F |
| Shioya Nobuo (ja)                     | 24. März 1902      | 14. März 2008      | 38707   | 105 | 356 | Japan                           | Arzt, Autor von Ratgeberbüchern | Aut-Sac | M |
| Encarnacion Alzona                    | 23. März 1895      | 13. März 2001      | 38706   | 105 | 355 | Philippinen                     | Historikerin und Frauenrechtlerin | Wis-Ges | F |
| Margaret Hurley (en)                  | 10. September 1909 | 29. August 2015    | 38704   | 105 | 353 | Vereinigte Staaten              | Mitglied des Repräsentantenhaus von Washington 1953–1979 und des Senat von Washington 1979–1984 (Dem.) | Pol     | F |
| Katherine B. Hoffman (en)             | 1. August 1914     | 18. Juli 2020      | 38703   | 105 | 352 | Vereinigte Staaten              | Chemikerin, Professorin an der Florida State University, Autorin des Buches Chemistry for the applied sciences (1963) | Wis-Nat | F |
| Rudolf Heiss                          | 27. September 1903 | 13. September 2009 | 38703   | 105 | 351 | Deutschland                     | Ingenieur (Schwerpunkt: Haltbarmachung und Verpackung von Lebensmitteln), Leiter des Fraunhofer-Institut für Verfahrenstechnik und Verpackung, Dozent an der TH München                                                                                           | Wis-Nat | M |
| Juan Filloy                           | 1. August 1894     | 15. Juli 2000      | 38699   | 105 | 349 | Argentinien                     | Schriftsteller (sein Roman Op Oloop von 1934 erschien 2002 in deutscher Übersetzung) | Aut-Bel | M |
| Sergej Nikolajewitsch Laptew (ru)     | 22. August 1887    | 3. August 1993     | 38697   | 105 | 346 | Sowjetunion                     | Geograph (Schwerpunkt Physische Geographie Ostsibiriens), Professor an den Universitäten Irkutsk und Perm | Wis-Nat | M |
| M. Harvey Taylor (en)                 | 5. Juni 1876       | 16. Mai 1982       | 38695   | 105 | 345 | Vereinigte Staaten              | Mitglied des Senat von Pennsylvania 1941–1964 (Rep.), Senatspräsident 1947–1961 und 1963–1964 | Pol     | M |
| Ōmura Haruo (ja)                      | 2. Mai 1910        | 7. April 2016      | 38692   | 105 | 341 | Japan                           | Professor für Philosophie der frühen Neuzeit an der Tokyo Metropolitan University, Hegel-Forscher | Wis-Soz | M |
| Wera Nikolajewna Florowskaja (ru)     | 22. Februar 1912   | 22. Januar 2018    | 38686   | 105 | 334 | Sowjetunion                     | Geologin (Schwerpunkt geochemische Lagerstättenkunde), Professorin an der Lomonossow-Universität Moskau | Wis-Nat | F |
| Wolfgang Fränkel                      | 4. Januar 1905     | 29. November 2010  | 38680   | 105 | 329 | Deutschland                     | Generalbundesanwalt 1962, nach Bekanntwerden von Details seiner Tätigkeit in der NS-Justiz in den einstweiligen Ruhestand versetzt | Bea     | M |
| Grace Chiang                          | 15. Juli 1906      | 7. Juni 2012       | 38679   | 105 | 328 | Ungarn                          | Schauspielerin (u. a. in Achtung! Liebe! Lebensgefahr!, 1929) und Drehbuchautorin | Fil-Sch | F |
| Eugène Bizeau (en)                    | 29. Mai 1883       | 16. April 1989     | 38673   | 105 | 322 | Frankreich                      | anarchistischer Dichter und Liedermacher | Aut-Bel | M |
| Zhou Tuimi (zh)                       | 2. September 1914  | 16. Juli 2020      | 38669   | 105 | 318 | Volksrepublik China             | Rechtswissenschaftler und Literaturwissenschaftler | Wis-Spr | M |
| Hayashi Yoshio (ja)                   | 29. Januar 1905    | 9. Dezember 2010   | 38665   | 105 | 314 | Japan                           | Maler und Kinderbuchillustrator | Kun     | M |
| Rafael Campo Miranda (es)             | 7. August 1918     | 15. Juni 2024      | 38664   | 105 | 313 | Kolumbien                       | Komponist | Mus     | M |
| Józefa Krośnicka (pl)                 | 18. März 1914      | 21. Januar 2020    | 38660   | 105 | 309 | Polen                           | Heimatforscherin, Autorin mehrerer Bücher über die Geschichte des Powiat Gdański | Aut-Sac | F |
| Miguel Morayta                        | 15. August 1907    | 19. Juni 2013      | 38660   | 105 | 308 | Spanien                         | Filmregisseur und Drehbuchautor, lebte als Emigrant in Mexiko | Fil-Son | M |
| Abram B. Enns                         | 23. April 1887     | 25. Februar 1993   | 38659   | 105 | 308 | Deutschland                     | Autor eines Lübeck-Stadtführers und weiterer heimatkundlicher Schriften | Aut-Sac | M |
| Pierre Gérald (en)                    | 26. Mai 1906       | 24. März 2012      | 38654   | 105 | 303 | Frankreich                      | Schauspieler, u. a. in Mein Leben ist die Hölle (Regie: Josiane Balasko, 1991) und Der König tanzt (Regie: Gérard Corbiau, 2000) | Fil-Sch | M |
| Helen Brockman (en)                   | 24. September 1902 | 22. Juli 2008      | 38653   | 105 | 302 | Vereinigte Staaten              | Modedesignerin, Dozentin an der State University of New York und Kansas State University, Autorin des Buches The Theory of Fashion Design (1965) | Kun     | F |
| Ruth Patrick                          | 26. November 1907  | 23. September 2013 | 38653   | 105 | 301 | Vereinigte Staaten              | Botanikerin (Schwerpunkt Kieselalgen und Süßwasser-Ökologie), Wissenschaftlerin am Naturhistorischen Museum der Drexel University, Mitglied der American Academy of Arts and Sciences                                                                             | Wis-Nat | F |
| Madeleine Milhaud                     | 22. März 1902      | 17. Januar 2008    | 38652   | 105 | 301 | Frankreich                      | Librettistin, schrieb die Libretti zu mehreren von ihrem Ehemann Darius Milhaud komponierten Opern | Mus     | F |
| Pál Patay                             | 8. Dezember 1914   | 4. Oktober 2020    | 38652   | 105 | 301 | Ungarn                          | Archäologe mit Schwerpunkt Kupfersteinzeit und Bronzezeit, Kurator am Ungarischen Nationalmuseum | Wis-Ges | M |
| Silvio Zavala (en)                    | 7. Februar 1909    | 5. Dezember 2014   | 38652   | 105 | 301 | Mexiko                          | Historiker und Rechtshistoriker, Autor zahlreicher Bücher, Botschafter in Frankreich 1966–1975 | Wis-Ges | M |
| Harold John Blackham                  | 31. März 1903      | 23. Januar 2009    | 38650   | 105 | 299 | Vereinigtes Königreich          | Geschäftsführer der Internationale Humanistische und Ethische Union 1952–1966, Autor zahlreicher Bücher im Themenbereich Humanismus und Philosophie | Aut-Sac | M |
| Mohammad Ali Dschamalzade             | 13. Januar 1892    | 8. November 1997   | 38650   | 105 | 298 | Iran                            | Schriftsteller | Aut-Bel | M |
| Kataoka Michi (ja)                    | 6. Januar 1907     | 30. Oktober 2012   | 38649   | 105 | 298 | Japan                           | Romanistin, Literaturwissenschaftlerin und Übersetzerin, Professorin an der Nanzan-Universität und an der Kyoto University of Foreign Studies | Wis-Spr | F |
| Stanisława Nowicka (es)               | 29. April 1912     | 18. Februar 2018   | 38646   | 105 | 295 | Vereinigte Staaten              | Architektin, Professorin an mehreren US-amerikanischen Universitäten, Ehefrau von Matthew Nowicki | Kun     | F |
| Ronald R. Van Stockum (en)            | 8. Juli 1916       | 24. April 2022     | 38641   | 105 | 290 | Vereinigte Staaten              | Brigadegeneral, Director der United States Marine Corps Reserve 1962–1964 | Mil     | M |
| Elvīra Baldiņa                        | 11. August 1919    | 27. Mai 2025       | 38641   | 105 | 289 | Sowjetunion                     | Schauspielerin am Staatlichen Jugendtheater der Lettischen SSR sowie in einigen Filmen; 1955 ausgezeichnet als Verdiente Künstlerin der Lettischen SSR sowie 2010 mit dem Drei-Sterne-Orden                                                                       | Fil-Sch | F |
| Leopold Wiel                          | 14. Mai 1916       | 26. Februar 2022   | 38639   | 105 | 288 | Deutsche Demokratische Republik | Architekt, Professor an der Technischen Universität Dresden, entwarf den Dresdner Kulturpalast | Kun     | M |
| Marie-Louise Carven                   | 31. August 1909    | 8. Juni 2015       | 38632   | 105 | 281 | Frankreich                      | Modedesignerin | Kun     | F |
| Yasuda Shōichirō (ja)                 | 6. Februar 1914    | 13. November 2019  | 38631   | 105 | 280 | Japan                           | Anglist, Professor an der Universität Nagoya, übersetzte u. a. Werke von T. S. Eliot ins Japanische | Wis-Spr | M |
| Michail Andrejewitsch Pustygin (ru)   | 16. November 1906  | 21. August 2012    | 38630   | 105 | 279 | Sowjetunion                     | Konstrukteur von Landmaschinen, ab 1949 Professor am All-Unions-Forschungsinstitut für Landmaschinentechnik „Wassili Prochorowitsch Gorjatschkin“; Träger des Orden der Oktoberrevolution (1971) und des Orden der Ehre (1996)                                    | Wis-Nat | M |
| Zhuang Qiaosheng (en)                 | 5. August 1916     | 8. Mai 2022        | 38627   | 105 | 276 | Volksrepublik China             | Agrarwissenschaftler und Pflanzenzüchter, Forscher an der Chinesischen Akademie für Agrarwissenschaft, züchtete mehr als 20 neue Sorten des Winterweizens; ab 1991 Mitglied der Chinesischen Akademie der Wissenschaften                                          | Wis-Nat | M |
| Jules Eugène Vidal (fr)               | 9. Juni 1914       | 9. März 2020       | 38625   | 105 | 274 | Frankreich                      | Botaniker, Autor mehrerer Bücher über die Flora Südostasiens | Wis-Nat | M |
| Howard Bier (en)                      | 20. August 1919    | 16. Mai 2025       | 38621   | 105 | 269 | Vereinigte Staaten              | Abgeordneter im Repräsentantenhaus von North Dakota 1959–1972 (Rep.) | Pol     | M |
| Draga Matković                        | 4. November 1907   | 29. Juli 2013      | 38619   | 105 | 267 | Deutschland                     | Pianistin | Mus     | F |
| William J. Ely (en)                   | 29. Dezember 1911  | 20. September 2017 | 38617   | 105 | 265 | Vereinigte Staaten              | Generalleutnant | Mil     | M |
| Choi Tae-young (ko)                   | 28. März 1900      | 30. November 2005  | 38598   | 105 | 247 | Südkorea                        | Rechtswissenschaftler (Schwerpunkt Handelsrecht), Professor an der Seoul National University, Chung-Ang University und Cheongju University, Mitglied der Koreanischen Akademie der Wissenschaften                                                                 | Wis-Rec | M |
| Tachibana Daiki (ja)                  | 22. Dezember 1899  | 25. August 2005    | 38597   | 105 | 246 | Japan                           | Zen-Mönch der Rinzai-shū, 1982–1986 Präsident der Hanazono-Universität, Autor mehrerer Ratgeberbücher | Rel     | M |
| Eileen Bennett (en)                   | 8. Juli 1919       | 9. März 2025       | 38596   | 105 | 244 | Vereinigtes Königreich          | Schauspielerin, u. a. in Much Too Shy (Regie: Marcel Varnel, 1942) und Thursday's Child (Regie: Rodney Ackland, 1943) | Fil-Sch | F |
| Roy L. Kline (en)                     | 10. September 1914 | 11. Mai 2020       | 38595   | 105 | 244 | Vereinigte Staaten              | Military Secretary to the Commandant of the Marine Corps Randolph M. Pate (1958–1960); Brigadegeneral (ab 1959) | Mil     | M |
| Rosa Albach-Retty                     | 26. Dezember 1874  | 26. August 1980    | 38594   | 105 | 244 | Österreich                      | Schauspielerin am Wiener Burgtheater sowie in einigen Filmen (u. a. Wen die Götter lieben, Regie Karl Hartl, 1942); Großmutter von Romy Schneider | Fil-Sch | F |
| Henry W. Clune (en)                   | 8. Februar 1890    | 9. Oktober 1995    | 38593   | 105 | 243 | Vereinigte Staaten              | Schriftsteller und Journalist | Aut-Bel | M |
| Nguyễn Côn (en)                       | 15. Mai 1916       | 9. Januar 2022     | 38590   | 105 | 239 | Nordvietnam                     | Stellvertreter des Premierministers Phạm Văn Đồng 1967–1976 | Pol     | M |
| Benno Thorsch                         | 6. Januar 1898     | 2. September 2003  | 38589   | 105 | 239 | Schweiz                         | Unternehmer (Kamera-Werkstätten Guthe & Thorsch GmbH, Niedersedlitz bei Dresden) | Wir     | M |
| Ida Pollock (en)                      | 12. April 1908     | 3. Dezember 2013   | 38586   | 105 | 235 | Vereinigtes Königreich          | Schriftstellerin (vorwiegend Liebesromane) | Aut-Bel | F |
| Carmen Quidiello de Bosch (en)        | 29. April 1915     | 19. Dezember 2020  | 38586   | 105 | 234 | Dominikanische Republik         | Schriftstellerin (Theaterstücke, Prosa, Gedichte) und First Lady (als Ehefrau des dominikanischen Staatschefs Juan Bosch, 1963) | Aut-Bel | F |
| Eugène Leliepvre (fr)                 | 2. April 1908      | 17. November 2013  | 38580   | 105 | 229 | Frankreich                      | Maler (zunächst Armeemaler, später Porträt- und Aktmaler) | Kun     | M |
| Mary Ellis                            | 15. Juni 1897      | 30. Januar 2003    | 38579   | 105 | 229 | Vereinigte Staaten              | Opernsängerin, Musicaldarstellerin und Filmschauspielerin | Fil-Sch | F |
| Cécile Goldet (en)                    | 15. März 1914      | 27. Oktober 2019   | 38577   | 105 | 226 | Frankreich                      | Mitglied des Senats 1979–1986 (Parti socialiste) | Pol     | F |
| Józef Prończuk (pl)                   | 1. Juli 1911       | 10. Februar 2017   | 38576   | 105 | 224 | Polen                           | Agrarwissenschaftler (Schwerpunkt: Landgewinnung), Professor an der Warschauer Naturwissenschaftlichen Universität | Wis-Nat | M |
| Ze'ev Ben-Haim (en)                   | 28. Dezember 1907  | 6. August 2013     | 38573   | 105 | 221 | Israel                          | Linguist, Professor an der Hebräischen Universität Jerusalem, 1973–1981 Präsident der Akademie für die hebräische Sprache | Wis-Spr | M |
| Walter Pauk (en)                      | 1. Mai 1914        | 7. Dezember 2019   | 38571   | 105 | 220 | Vereinigte Staaten              | Pädagogischer Psychologe, Professor an der Cornell University; entwickelte u. a. die Cornell-Methode des Notizenmachens | Wis-Soz | M |
| Paul Fischer                          | 14. Februar 1898   | 14. September 2003 | 38562   | 105 | 212 | Frankreich                      | Zoologe (Schwerpunkt: Weichtiere) | Wis-Nat | M |
| Floyd Schmoe                          | 21. September 1895 | 20. April 2001     | 38562   | 105 | 211 | Vereinigte Staaten              | Forstwissenschaftler, Professor an der University of Washington und Friedensaktivist | Wis-Nat | M |
| Howard B. Lee (en)                    | 27. Oktober 1879   | 24. Mai 1985       | 38560   | 105 | 209 | Vereinigte Staaten              | Attorney General von West Virginia 1925–1933 (Rep.), Autor heimatgeschichtlicher Bücher | Pol     | M |
| Tōma Seita (ja)                       | 16. Mai 1913       | 10. Dezember 2018  | 38559   | 105 | 208 | Japan                           | marxistischer Historiker und Archäologe, Professor an der Kumamoto Gakuen Daigaku | Wis-Ges | M |
| Ana Carmen Macri (en)                 | 15. Juli 1916      | 4. Februar 2022    | 38555   | 105 | 204 | Argentinien                     | Abgeordnete in der Cámara de Diputados de la Nación Argentina 1951–1955 (PPF) | Pol     | F |
| Lise Nørgaard                         | 14. Juni 1917      | 1. Januar 2023     | 38552   | 105 | 201 | Dänemark                        | Schriftstellerin, Drehbuchautorin und Journalistin | Aut-Bel | F |
| Anna J. Cooper                        | 10. August 1858    | 27. Februar 1964   | 38551   | 105 | 201 | Vereinigte Staaten              | Feministin und Autorin | Aut-Bel | F |
| Odette Roy Fombrun (fr)               | 13. Juni 1917      | 23. Dezember 2022  | 38544   | 105 | 193 | Haiti                           | Autorin von Schulbüchern, Sachbüchern und Jugendbüchern | Aut-Sac | F |
| Xia Shuzhang (zh)                     | 20. Januar 1919    | 24. Juli 2024      | 38537   | 105 | 186 | Volksrepublik China             | Politikwissenschaftler und Verwaltungswissenschaftler, Professor an der Sun-Yat-sen-Universität in Guangdong | Wis-Soz | M |
| Birger Malling (en)                   | 8. Juni 1884       | 8. Dezember 1989   | 38533   | 105 | 183 | Norwegen                        | Augenarzt, Professor an der Universität Oslo, Mitglied der Norwegischen Akademie der Wissenschaften | Wis-Med | M |
| Mohammad Nasiruddin (en)              | 20. November 1888  | 21. Mai 1994       | 38532   | 105 | 182 | Bangladesch                     | Gründer zweier bengalischsprachiger Literaturzeitschriften, Direktor des Nazrul-Instituts, Träger des Shadhinata Padak | Aut-Bel | M |
| Liu Xuyi (en)                         | 13. Mai 1913       | 10. November 2018  | 38532   | 105 | 181 | Volksrepublik China             | Historiker (Schwerpunkt: Geschichte der Vereinigten Staaten), Professor an der Wuhan-Universität | Wis-Ges | M |
| Anders Cassel (sv)                    | 30. Juni 1918      | 25. Dezember 2023  | 38529   | 105 | 178 | Schweden                        | Autor von Sachbüchern über den Schwedischen Arbeitgeberverband sowie wie über Aquaristik | Aut-Sac | M |
| Zhao Ziqi (zh)                        | 14. Februar 1915   | 4. August 2020     | 38523   | 105 | 172 | Taiwan                          | Abgeordneter im Legislativ-Yuan 1948–? (Kuomintang), Vorsitzender der World Anti-Communist League 1989–1998 | Pol     | M |
| Paul D. Phillips (en)                 | 9. März 1918       | 27. August 2023    | 38522   | 105 | 171 | Vereinigte Staaten              | Brigadegeneral (ab 1964) | Mil     | M |
| Thomas Pearson                        | 1. Juli 1914       | 15. Dezember 2019  | 38518   | 105 | 167 | Vereinigtes Königreich          | General, 1972–1974 Oberbefehlshaber der Allied Forces Northern Europe | Mil     | M |
| Manuela de Azevedo (pt)               | 31. August 1911    | 10. Februar 2017   | 38515   | 105 | 163 | Portugal                        | Journalistin und Schriftstellerin | Aut-Sac | F |
| Kazys Ambrozaitis                     | 24. Juli 1911      | 2. Januar 2017     | 38514   | 105 | 162 | Sowjetunion                     | Mediziner (Fachgebiet Radiologie), Professor an der Universität Vilnius | Wis-Med | M |
| Charles Muller                        | 22. September 1909 | 2. März 2015       | 38512   | 105 | 161 | Frankreich                      | Romanist (Schwerpunkt: Sprachstatistik), Professor an der Universität Straßburg | Wis-Spr | M |
| Francesco De Bartolomeis (it)         | 20. Januar 1918    | 29. Juni 2023      | 38511   | 105 | 160 | Italien                         | Pädagoge, Lehrstuhlinhaber an der Universität Turin, Autor zahlreicher Bücher über Pädagogik und zeitgenössische Kunst | Wis-Soz | M |
| Soerjo Wirjohadipoetro (id)           | 24. März 1917      | 31. August 2022    | 38511   | 105 | 160 | Indonesien                      | Generalleutnant der Indonesischen Armee, 1983–1988 Mitglied des Beraterstabs des Präsidenten Suharto | Mil     | M |
| Edward Upward                         | 9. September 1903  | 13. Februar 2009   | 38509   | 105 | 157 | Vereinigtes Königreich          | Romanschriftsteller | Aut-Bel | M |
| Katayama Yutaka (en)                  | 15. September 1909 | 19. Februar 2015   | 38508   | 105 | 157 | Japan                           | Präsident der Nissan Motor Corporation U.S.A., gilt als „Vater“ des Datsun Bluebird PL 510 (1967) und des Datsun 240Z (1969) | Wir     | M |
| Jaroslav Kozlík (en)                  | 22. Mai 1907       | 21. Oktober 2012   | 38504   | 105 | 152 | Tschechoslowakei                | Volleyballspieler und Sportpädagoge, Autor von Sportbüchern | Spo     | M |
| Henry Hu (en)                         | 26. Februar 1920   | 27. Juli 2025      | 38503   | 105 | 151 | Volksrepublik China             | Rechtsanwalt, Gründer der Hong Kong Shue Yan University (1971), Mitglied der Politischen Konsultativkonferenz des chinesischen Volkes ab 1987 | Pol     | M |
| Nándor Óriás (hu)                     | 24. Oktober 1886   | 21. März 1992      | 38499   | 105 | 149 | Ungarn                          | Rechtswissenschaftler, Professor an der Universität Pécs | Wis-Rec | M |
| Fernando Ferreira Botelho (pt)        | 2. März 1913       | 28. Juli 2018      | 38499   | 105 | 148 | Brasilien                       | Fußballtorhüter bei Flamengo Rio de Janeiro 1930–1934, bekannt als Fernandinho | Spo     | M |
| June Spencer                          | 14. Juni 1919      | 8. November 2024   | 38499   | 105 | 147 | Vereinigtes Königreich          | Hörspielsprecherin (The Archers, 1950–2022) und Schauspielerin | Fil-Sch | F |
| Marianne Sayn-Wittgenstein-Sayn       | 9. Dezember 1919   | 4. Mai 2025        | 38498   | 105 | 146 | Österreich                      | Fotografin, Autorin mehrerer Bildbände, hauptsächlich mit Prominentenporträts | Kun     | F |
| John Lysak                            | 16. August 1914    | 8. Januar 2020     | 38496   | 105 | 145 | Vereinigte Staaten              | Kanute (Teilnehmer der Olympischen Sommerspiele 1936) | Spo     | M |
| Sugiura Masao (ja)                    | 20. August 1914    | 12. Januar 2020    | 38496   | 105 | 145 | Japan                           | Funktionär der Druckereiarbeitergewerkschaft, Autor mehrerer Bücher über Gewerkschaftsarbeit | Pol     | M |
| Richard H. Jackson (en)               | 10. Mai 1866       | 2. Oktober 1971    | 38495   | 105 | 145 | Vereinigte Staaten              | Admiral der United States Navy | Mil     | M |
| Ogura Yuki                            | 1. März 1895       | 23. Juli 2000      | 38495   | 105 | 144 | Japan                           | Malerin der Nihonga-Richtung, Mitglied der Japanischen Akademie der Künste, Träger der Auszeichnung Person mit besonderen kulturellen Verdiensten | Kun     | F |
| Feng Chuanhan (en)                    | 26. Januar 1914    | 16. Juni 2019      | 38492   | 105 | 141 | Volksrepublik China             | Mediziner (Schwerpunkt: Knochenkrebs), Professor an der Universität Peking | Wis-Med | M |
| Hilja Aaltonen (fi)                   | 27. September 1907 | 13. Februar 2013   | 38491   | 105 | 139 | Finnland                        | protestantisch-freikirchliche Evangelistin und Autorin | Rel     | F |
| Ray Crist                             | 8. März 1900       | 23. Juli 2005      | 38488   | 105 | 137 | Vereinigte Staaten              | Chemiker, Professor an der Columbia University, Mitarbeiter am Manhattan-Projekt | Wis-Nat | M |
| Everett Lee (en)                      | 31. August 1916    | 12. Januar 2022    | 38485   | 105 | 134 | Vereinigte Staaten              | Dirigent, 1962–1972 Chefdirigent des Norrköpings Symfoniorkester | Mus     | M |
| Maurice McGregor (en)                 | 24. März 1920      | 4. August 2025     | 38484   | 105 | 133 | Kanada                          | Kardiologe, Professor an der McGill University | Wis-Med | M |
| Ángel Martín Taboas (en)              | 18. Juni 1918      | 27. Oktober 2023   | 38482   | 105 | 131 | Vereinigte Staaten              | State Treasurer von Puerto Rico 1970–1971 und Associate Justice am Supreme Court von Puerto Rico 1971–1982 | Pol     | M |
| Michael Wright (en)                   | 19. September 1912 | 26. Januar 2018    | 38480   | 105 | 129 | Hongkong                        | Architekt, Leiter des öffentlichen Wohnungsbaus in Hong Kong und in den 1960er Jahren Mitglied des Legislativrates | Kun     | M |
| Dirk Janssen (en)                     | 11. Juli 1881      | 12. November 1986  | 38474   | 105 | 124 | Niederlande                     | Turner, Teilnehmer der Olympischen Sommerspiele 1908 | Spo     | M |
| Gustavo Alfredo Jácome                | 12. Oktober 1912   | 10. Februar 2018   | 38472   | 105 | 121 | Ecuador                         | Schriftsteller (sein Roman Auf der Suche ich nach mir erschien 1982 in deutscher Übersetzung) | Aut-Bel | M |
| Fedora Alemán                         | 11. Oktober 1912   | 6. Februar 2018    | 38469   | 105 | 118 | Venezuela                       | Opernsängerin (Sopran) | Mus     | F |
| William Krehm (en)                    | 23. Dezember 1913  | 19. April 2019     | 38468   | 105 | 117 | Kanada                          | Lateinamerikakorrespondent der Time, Musikkritiker und Autor mehrerer Bücher zu politischen und ökonomischen Themen | Aut-Sac | M |
| Seki Ayajiro (ja)                     | 4. Februar 1911    | 29. Mai 2016       | 38466   | 105 | 115 | Japan                           | Bürgermeister der Stadt Koganei 1967–1971 | Pol     | M |
| Paul Jonas                            | 15. Oktober 1904   | 30. Januar 2010    | 38458   | 105 | 107 | Deutsche Demokratische Republik | Professor für Strömungsmaschinen in der Sektion Schiffstechnik der Universität Rostock | Wis-Nat | M |
| Margaret Morgan Lawrence (en)         | 19. August 1914    | 4. Dezember 2019   | 38458   | 105 | 107 | Vereinigte Staaten              | Psychiaterin, Professorin an der Columbia University, Autorin mehrerer Bücher | Wis-Med | F |
| Adelmo Melecci                        | 18. Mai 1899       | 31. August 2004    | 38456   | 105 | 105 | Kanada                          | Komponist und Organist, Dozent am Royal Conservatory of Music in Toronto | Mus     | M |
| Liane Haid                            | 16. August 1895    | 28. November 2000  | 38455   | 105 | 104 | Österreich                      | Filmschauspielerin, u. a. in Lady Hamilton (Regie: Richard Oswald, 1921) und Das Lied ist aus (Regie: Géza von Bolváry, 1930) | Fil-Sch | F |
| Minamoto Toyomune (ja)                | 7. Oktober 1895    | 17. Januar 2001    | 38453   | 105 | 102 | Japan                           | Kunsthistoriker (Schwerpunkt Buddhistische Kunst), Professor an der Kwansei-Gakuin-Universität und Tezukayama Gakuin University | Wis-Ges | M |
| Nakagawa Makizō                       | 7. Dezember 1902   | 18. März 2008      | 38453   | 105 | 102 | Japan                           | Opernsänger (Tenor), Professor an der Bunri-Universität Tokushima und Kurashiki Sakuyo University | Mus     | M |
| Li Furen (zh)                         | 25. Juni 1919      | 3. Oktober 2024    | 38452   | 105 | 100 | Volksrepublik China             | Mitglied der Politischen Konsultativkonferenz des chinesischen Volkes 1989–2018, Arzt für Traditionelle chinesische Medizin | Pol     | M |
| Yan Zhenghua (zh)                     | 27. Februar 1920   | 7. Juni 2025       | 38452   | 105 | 100 | Volksrepublik China             | Professor für Traditionelle chinesische Medizin an der Universität für Traditionelle Chinesische Medizin und Pharmakologie Peking ab 1978 | Wis-Med | M |
| Clare Hollingworth                    | 10. Oktober 1911   | 10. Januar 2017    | 38444   | 105 | 92  | Vereinigtes Königreich          | Kriegsberichterstatterin für mehrere große Zeitungen | Aut-Sac | F |
| Fanita English                        | 22. Oktober 1916   | 20. Januar 2022    | 38441   | 105 | 90  | Vereinigte Staaten              | Psychoanalytikerin mit Schwerpunkt Transaktionsanalyse | Aut-Sac | F |
| Tsien Tsuen-hsuin (en)                | 11. Januar 1910    | 9. April 2015      | 38439   | 105 | 88  | Vereinigte Staaten              | Sinologe und Bibliothekswissenschaftler, Professor an der University of Chicago | Wis-Spr | M |
| Donald F. Brown (en)                  | 26. November 1908  | 21. Februar 2014   | 38438   | 105 | 87  | Vereinigte Staaten              | Archäologe, Entdecker von Sybaris, Professor an der Boston University | Wis-Ges | M |
| Irie Kazuko (ja)                      | 15. Mai 1916       | 10. August 2021    | 38438   | 105 | 87  | Japan                           | Malerin, bekannt für ihre Bilder der Seidenstraße | Kun     | F |
| Hugues Laurent                        | 24. Juni 1885      | 16. September 1990 | 38434   | 105 | 84  | Frankreich                      | Filmarchitekt und Kurzfilmregisseur, Professor am Institut des hautes études cinématographiques | Fil-Son | M |
| Reinhard Hardegen                     | 18. März 1913      | 9. Juni 2018       | 38434   | 105 | 83  | Deutschland                     | U-Boot-Kommandant im Zweiten Weltkrieg; Abgeordneter der Bremischen Bürgerschaft 1959–1979 (CDU) | Mil     | M |
| Tamás Lossonczy (en)                  | 12. August 1904    | 3. November 2009   | 38434   | 105 | 83  | Ungarn                          | Maler | Kun     | M |
| Dmitri Fjodorowitsch Safonow (ru)     | 12. Oktober 1909   | 3. Januar 2015     | 38434   | 105 | 83  | Sowjetunion                     | Botschafter in Uganda 1963–1968 und Liberia 1972–1977 | Bea     | M |
| Curt Weibull (en)                     | 19. August 1886    | 10. November 1991  | 38433   | 105 | 83  | Schweden                        | Historiker, Professor an der Universität Göteborg | Wis-Ges | M |
| Jeanne Driessen (en)                  | 3. Mai 1892        | 15. Juli 1997      | 38423   | 105 | 73  | Belgien                         | Mitglied des Senats 1950–1965 (CVP) | Pol     | F |
| Józef Hurwic (pl)                     | 23. Mai 1911       | 27. Juli 2016      | 38417   | 105 | 65  | Polen                           | Chemiker (Schwerpunkt: Physikalische Chemie), Professor an der Technischen Universität Warschau | Wis-Nat | M |
| Don Lusk                              | 28. Oktober 1913   | 30. Dezember 2018  | 38414   | 105 | 63  | Vereinigte Staaten              | Animator und Zeichentrickfilm-Regisseur | Fil-Son | M |
| Sun Shen (zh)                         | 6. Januar 1916     | 4. März 2021       | 38409   | 105 | 57  | Volksrepublik China             | Komponist und Musikjournalist | Mus     | M |
| Sidonie Goossens                      | 19. Oktober 1899   | 15. Dezember 2004  | 38408   | 105 | 58  | Vereinigtes Königreich          | Harfenistin des BBC Symphony Orchestra | Mus     | F |
| Edward Daniel Howard                  | 5. November 1877   | 2. Januar 1983     | 38408   | 105 | 57  | Vereinigte Staaten              | römisch-katholischer Erzbischof von Portland-Oregon | Rel     | M |
| Agustín Téllez Cruces (es)            | 15. November 1918  | 11. Januar 2024    | 38408   | 105 | 57  | Mexiko                          | Präsident des Suprema Corte de Justicia de la Nación 1977–1981, Gouverneur von Guanajuato 1984–1985 | Pol     | M |
| Connie Sawyer                         | 27. November 1912  | 21. Januar 2018    | 38406   | 105 | 55  | Vereinigte Staaten              | Filmschauspielerin, u. a. in Eine Nummer zu groß (Regie: Frank Capra, 1959) und … und Gerechtigkeit für alle (Regie: Norman Jewison, 1979) | Fil-Sch | F |
| Zhang Shouhua                         | 26. Oktober 1917   | 17. Dezember 2022  | 38403   | 105 | 52  | Volksrepublik China             | Metallurg, 1952–1984 Professor am Eisen- und Stahlinstitut Peking | Wis-Nat | M |
| Luciana Frassati (en)                 | 18. August 1902    | 7. Oktober 2007    | 38401   | 105 | 50  | Italien                         | Autorin eines Buches über ihren Bruder Pier Giorgio Frassati | Aut-Sac | F |
| Ruth Gruber                           | 30. September 1911 | 17. November 2016  | 38400   | 105 | 48  | Vereinigte Staaten              | Journalistin und Buchautorin | Aut-Sac | F |
| Eva Zeisel                            | 13. November 1906  | 30. Dezember 2011  | 38398   | 105 | 47  | Vereinigte Staaten              | Industriedesignerin für Geschirr/Keramik | Kun     | F |
| Huey Long                             | 25. April 1904     | 10. Juni 2009      | 38397   | 105 | 46  | Vereinigte Staaten              | Jazzgitarrist, -sänger und -arrangeur | Mus     | M |
| Kao K'uei-yuan (zh)                   | 26. März 1907      | 7. Mai 2012        | 38394   | 105 | 42  | Taiwan                          | General, Verteidigungsminister 1973–1981 | Mil     | M |
| Trevor Henry (en)                     | 9. Mai 1902        | 20. Juni 2007      | 38393   | 105 | 42  | Neuseeland                      | Richter am High Court | Bea     | M |
| Arthur R. von Hippel                  | 19. November 1898  | 31. Dezember 2003  | 38392   | 105 | 42  | Vereinigte Staaten              | Physiker, Mitglied der American Academy of Arts and Sciences | Wis-Nat | M |
| Jalmari Kivenheimo                    | 25. September 1889 | 29. Oktober 1994   | 38384   | 105 | 34  | Finnland                        | finnischer Geräteturner, Gewinner der Mannschafts-Silbermedaille Freies Turnen bei den Olympischen Sommerspielen 1912 | Spo     | M |
| Marian Cannon Schlesinger (en)        | 13. September 1912 | 14. Oktober 2017   | 38382   | 105 | 31  | Vereinigte Staaten              | Malerin, Kinderbuchautorin und -illustratorin | Aut-Bel | F |
| Jean Clerfeuille (fr)                 | 27. Dezember 1909  | 27. Januar 2015    | 38382   | 105 | 31  | Frankreich                      | Präsident des FC Nantes 1959–1968 | Spo     | M |
| Knut Söderwall (sv)                   | 14. Dezember 1874  | 14. Januar 1980    | 38381   | 105 | 31  | Schweden                        | Staatssekretär im Verteidigungsministerium 1922–1923 | Pol     | M |
| Francis Huré                          | 5. Oktober 1916    | 4. November 2021   | 38381   | 105 | 30  | Frankreich                      | Botschafter in Guinea 1959, Kamerun 1965–1968, Israel 1968–1973 und Belgien 1973–1980 | Bea     | F |
| Andrée Peel                           | 3. Februar 1905    | 5. März 2010       | 38381   | 105 | 30  | Frankreich                      | Mitglied der Résistance | Pol     | F |
| Lei Jieqiong (en)                     | 12. Dezember 1905  | 9. Januar 2011     | 38379   | 105 | 28  | Volksrepublik China             | Soziologin (Professorin an der Yanjing-Universität und Hochschule für Politikwissenschaft und Recht Peking) und Politikerin (Chinesische Gesellschaft für die Förderung der Demokratie, Abgeordnete und stellvertretende Präsidentin im Nationalen Volkskongress) | Pol     | F |
| Wen Ji (zh)                           | 11. Oktober 1918   | 8. November 2023   | 38379   | 105 | 28  | Volksrepublik China             | Generalmajor der Volksbefreiungsarmee (ab 1964), Abgeordneter im Nationalen Volkskongress (1978–1983) | Mil     | M |
| Licia Albanese                        | 22. Juli 1909      | 15. August 2014    | 38375   | 105 | 24  | Vereinigte Staaten              | Opernsängerin (Sopran) | Mus     | F |
| Erling Bjøl (da)                      | 11. Dezember 1918  | 22. Dezember 2023  | 38362   | 105 | 11  | Dänemark                        | Auslandskorrespondent für Zeitungen und Rundfunk, ab 1967 Professor für Politikwissenschaft (Internationale Politik) an der Universität Aarhus, Autor mehrerer Bücher                                                                                             | Wis-Soz | M |
| Poonsapaya Navawongs na Ayudhya (en)  | 12. Oktober 1910   | 23. Oktober 2015   | 38362   | 105 | 11  | Thailand                        | Erziehungswissenschaftlerin, Professorin an der Chulalongkorn-Universität in Bangkok | Wis-Soz | F |
| Vũ Khiêu (vi)                         | 19. September 1916 | 30. September 2021 | 38362   | 105 | 11  | Vietnam                         | Kultur- und Sozialwissenschaftler, Autor zahlreicher Bücher, Träger des Hồ-Chí-Minh-Preises 1996 | Wis-Soz | M |
| Giovanni Battista Borea d'Olmo (en)   | 11. Oktober 1831   | 19. Oktober 1936   | 38359   | 105 | 8   | Italien                         | Mitglied des Senato del Regno ab 1922 | Pol     | M |
| Norman Walker Porteous (en)           | 9. September 1898  | 12. September 2003 | 38353   | 105 | 3   | Vereinigtes Königreich          | Professor für Hebraistik und Semitistik an der The University of Edinburgh, Bibelübersetzer | Rel     | M |
| Esther Cooper Jackson                 | 21. August 1917    | 23. August 2022    | 38353   | 105 | 2   | Vereinigte Staaten              | Aktivistin der Bürgerrechtsbewegung, Chefredakteurin der Zeitschrift Freedomways. A quarterly review of the Negro Freedom Movement 1961–1985 | Pol     | F |
| Karl Rawer                            | 19. April 1913     | 17. April 2018     | 38349   | 104 | 363 | Deutschland                     | Physiker, Leiter des Projekts International Reference Ionosphere, Autor mehrerer Bücher | Wis-Nat | M |
| Herman Benson (en)                    | 9. Juli 1915       | 2. Juli 2020       | 38345   | 104 | 359 | Vereinigte Staaten              | Gewerkschaftsaktivist, Gründer der Association for Union Democracy | Pol     | M |
| Estuardo Núñez Hague (es)             | 5. September 1908  | 29. August 2013    | 38344   | 104 | 358 | Peru                            | Literaturwissenschaftler, Dozent an der Universidad Nacional Mayor de San Marcos, Direktor der Biblioteca Nacional del Perú, Autor mehrerer Bücher | Wis-Spr | M |
| Oscar Niemeyer                        | 15. Dezember 1907  | 5. Dezember 2012   | 38342   | 104 | 356 | Brasilien                       | Architekt, entwarf u. a. zahlreiche öffentliche Gebäude in Brasília | Kun     | M |
| Géry Leuliet                          | 12. Januar 1910    | 1. Januar 2015     | 38340   | 104 | 354 | Frankreich                      | römisch-katholischer Bischof von Amiens | Rel     | M |
| Ljudmila Borissowna Tschornaja (ru)   | 13. Dezember 1917  | 2. Dezember 2022   | 38340   | 104 | 354 | Sowjetunion                     | Übersetzerin aus dem Deutschen (u. a. von Werken Heinrich Bölls) ins Russische und Publizistin (u. a. mit D. Melnikow: Landsknechte der Wallstreet, 1952) | Aut-Bel | F |
| Fritz Hellwig                         | 3. August 1912     | 22. Juli 2017      | 38339   | 104 | 353 | Deutschland                     | Wirtschaftsfunktionär und Politiker (CDU), Mitglied des CDU-Bundesvorstandes, Bundestagsabgeordneter 1953–1959, Vizepräsident der EG-Kommission 1967–1970 | Pol     | M |
| Luise Rainer                          | 12. Januar 1910    | 30. Dezember 2014  | 38338   | 104 | 352 | Deutschland                     | Filmschauspielerin, u. a. in Heut’ kommt’s drauf an (Regie: Kurt Gerron, 1933) und Der große Ziegfeld (Regie: Robert Z. Leonard, 1936), zweifache Oscar-Preisträgerin                                                                                             | Fil-Sch | F |
| André Marteau (fr)                    | 13. Dezember 1889  | 29. November 1994  | 38336   | 104 | 351 | Frankreich                      | General im Zweiten Weltkrieg, Mitglied der Organisation de résistance de l’armée | Mil     | M |
| Alfred Chupin                         | 13. August 1916    | 26. Juli 2021      | 38333   | 104 | 347 | Frankreich                      | Bürgermeister von Brest 1947–1953, Mitglied der Nationalversammlung 1951–1955 (RPF, UDSR) | Pol     | M |
| Beverly Cleary                        | 12. April 1916     | 25. März 2021      | 38333   | 104 | 347 | Vereinigte Staaten              | Autorin von Kinderbüchern, u. a. einer Reihe mit der Figur Ramona Quimby | Aut-Bel | F |
| Signe Johansson-Engdahl               | 27. Mai 1905       | 9. Mai 2010        | 38333   | 104 | 347 | Schweden                        | Wasserspringerin, Teilnehmerin der Olympischen Sommerspiele 1924 | Spo     | F |
| Luigi Candiani (it)                   | 25. Mai 1888       | 7. Mai 1993        | 38332   | 104 | 347 | Italien                         | Architekt, baute im Raum Treviso Wohn- und Kirchengebäude | Kun     | M |
| Seymour Lubetzky (en)                 | 28. April 1898     | 5. April 2003      | 38327   | 104 | 342 | Vereinigte Staaten              | Bibliothekar und Katalogtheoretiker | Wis-Spr | M |
| Pál Hevesy (hu)                       | 9. April 1883      | 15. März 1988      | 38326   | 104 | 341 | Ungarn                          | Botschafter in Spanien, Autor mehrerer Bücher | Bea     | M |
| Władysław Matus (pl)                  | 20. Mai 1888       | 26. April 1993     | 38326   | 104 | 341 | Polen                           | Sejm-Abgeordneter 1922–1927 (ZLN) | Pol     | M |
| Zhang Zuyi                            | 19. Juni 1918      | 24. Mai 2023       | 38325   | 104 | 339 | Taiwan                          | Berater des Präsidenten Chiang Ching-kuo und Buchautor | Pol     | M |
| Ángeles Villarta Tuñón (es)           | 6. Dezember 1913   | 7. November 2018   | 38322   | 104 | 336 | Spanien                         | Schriftstellerin und Journalistin | Aut-Bel | F |
| Manuel Bromberg (en)                  | 6. März 1917       | 3. Februar 2022    | 38320   | 104 | 334 | Vereinigte Staaten              | Maler, insbesondere von Murales, Guggenheim-Stipendiat 1946, Professor an der State University of New York at New Paltz im Ulster County | Kun     | M |
| Terence Ingold                        | 3. Juli 1905       | 31. Mai 2010       | 38318   | 104 | 332 | Vereinigtes Königreich          | Mykologe, Professor an der Universität London | Wis-Nat | M |
| Jacques Barzun                        | 30. November 1907  | 25. Oktober 2012   | 38316   | 104 | 330 | Vereinigte Staaten              | Kulturhistoriker, Professor an der Columbia University in New York, Mitglied der American Academy of Arts and Sciences, Autor zahlreicher Bücher | Wis-Spr | M |
| Wilmon Henry Sheldon                  | 4. April 1875      | 26. Februar 1980   | 38313   | 104 | 328 | Vereinigte Staaten              | Philosoph, Professor am Dartmouth College und an der Yale University, Autor mehrerer Bücher | Wis-Soz | M |
| Saitō Tadashi (ja)                    | 28. August 1908    | 21. Juli 2013      | 38313   | 104 | 327 | Japan                           | Archäologe, Professor an der Universität Tokio und Taishō-Universität | Wis-Ges | M |
| Marsha Hunt                           | 17. Oktober 1917   | 7. September 2022  | 38311   | 104 | 325 | Vereinigte Staaten              | Filmschauspielerin, u. a. in Stolz und Vorurteil (1940) und Flucht ohne Ausweg (1948), stand während der McCarthy-Ära auf der „Schwarzen Liste“ | Fil-Sch | F |
| David Howard                          | 5. März 1918       | 21. Januar 2023    | 38308   | 104 | 322 | Kanada                          | Regattasegler, Teilnehmer der Olympischen Sommerspiele 1956 | Spo     | M |
| Fazlollah Reza (en)                   | 1. Januar 1915     | 19. November 2019  | 38308   | 104 | 322 | Iran                            | Ingenieurwissenschaftler; Professor und Kanzler an der Scharif-Universität für Technologie und der Universität Teheran; Botschafter in Kanada 1975–1979 | Wis-Nat | M |
| Zélia Salgado (ru)                    | 9. Oktober 1904    | 26. August 2009    | 38307   | 104 | 321 | Brasilien                       | Bildhauerin und Malerin | Kun     | F |
| Manuel Silvestre de Edeta (es)        | 31. August 1909    | 17. Juli 2014      | 38306   | 104 | 320 | Spanien                         | Bildhauer | Kun     | M |
| Yano Hakaru (ja)                      | 27. März 1887      | 10. Februar 1992   | 38305   | 104 | 320 | Japan                           | Generalleutnant, 1944–1945 Kommandant der Infanterieschule | Mil     | M |

vorletzte Sortierspalte „Bereich“:

- Aut = Autor
  - Aut-Bel = Belletristik
  - Aut-Sac = Sachbuch, Journalismus
- Bea = Beamter (Justiz, Polizei, Diplomatie etc.)
- Fil = Film, Theater, Fernsehen, Hörfunk
  - Fil-Sch = Schauspieler
  - Fil-Son = Sonstige Funktion
- Kun = Bildende Kunst, Architektur, Design
- Mil = Militär
- Mus = Musik
- Pol = Politik
- Rel = Religion
- Spo = Sport
- Wir = Wirtschaft (Unternehmer, Manager, Verbandsfunktionär etc.)
- Wis = Wissenschaft
  - Wis-Ges = Geschichte und Kunstgeschichte
  - Wis-Mat = Mathematik
  - Wis-Med = Medizin
  - Wis-Nat = Naturwissenschaft und Technik
  - Wis-Rec = Rechtswissenschaft
  - Wis-Soz = Sozialwissenschaften und Philosophie
  - Wis-Spr = Sprachen, Literaturwissenschaft und Kulturwissenschaft
  - Wis-Wir = Wirtschaftswissenschaft

## Weitere Beispiele hochbetagt verstorbener Prominenter

### Kein exaktes Geburts- oder Todesdatum bekannt
Sortiert nach Todesdatum, Alter ≥38300 Tage

- Teresa Saporiti (en) (ca. März 1763 – 17. März 1869), italienische Opernsängerin, sang die Rolle der Donna Anna in der Uraufführung von Mozarts Don Giovanni 1787, wurde 105 oder 106 Jahre alt
- Zoila Ugarte de Landívar (es) (Dezember 1864 – 16. November 1969), ecuadorianische Journalistin und Feministin, wurde 104 Jahre alt
- Ōiso Yoshio (ja) (3. Januar 1910 – 2015), japanischer Literaturwissenschaftler, Experte für frühneuzeitliches Haiku, Professor an der Pädagogischen Hochschule Aichi, wurde 104 oder 105 Jahre alt
- Friedrich Reichenstein (1. Februar 1906 – Juni 2017), israelischer Gründer und Herausgeber von Zeitungen, u. a. der deutschsprachigen Tageszeitung Yedioth Hayom, die 1936–1964 in Tel-Aviv erschien, wurde 111 Jahre alt
- Deng Xianxiu (zh) (November 1911 – 15. Oktober 2017), stellvertretender Bürgermeister von Chongqing ab 1956 und von Wuhan ab 1966, 1981–1982 stellvertretender Gouverneur der Volksregierung der Provinz Hubei, Bruder von Deng Xiaoping, wurde 105 Jahre alt
- Gert Riederer (14. Mai 1911 – September oder Oktober 2018), deutsch-amerikanische Schauspielerin, wurde 107 Jahre alt
- Xiong Zhaoren (zh) (1912 – 7. April 2019), chinesischer Generalmajor der Volksbefreiungsarmee (ab 1955), wurde 106 oder 107 Jahre alt
- Hu Dujing (zh) (1913 – 25. Oktober 2019), chinesischer Botaniker, Professor an der Landwirtschaftsuniversität Hunan, wurde 105 oder 106 Jahre alt
- Qu Tangliang (zh) (Januar 1914 – 30. November 2019), chinesische Politikerin, hatte leitende Funktionen in der Abteilung für Außenbeziehungen des Zentralkomitee der Kommunistischen Partei Chinas, wurde 105 Jahre alt
- Zhang Renying[26] (1914 – 17. Juni 2020), chinesischer Soziologe, Professor an der Ostchinesischen Universität für Politikwissenschaft und Recht in Shanghai, wurde 105 oder 106 Jahre alt
- Zhan Danan (zh) (April 1915 – 21. November 2020), chinesischer Generalmajor der Volksbefreiungsarmee (ab 1955), wurde 105 Jahre alt
- Annamaria Giotto (it) (4. September 1915 – Juni 2021), italienische Basketballspielerin, wurde 105 Jahre alt
- Ri Yong-suk (en) (17. April 1916 – November 2021), nordkoreanische Politikerin, wurde 105 Jahre alt
- Tan Liren (zh)[27] (November 1916 – 15. Dezember 2021), chinesischer Politiker, stellvertretender Gouverneur der Provinz Liaoning 1980–1983, wurde 105 Jahre alt
- Gao Yi (zh), (Dezember 1914 – 19. April 2022), chinesischer Politiker, stellvertretender Bildungsminister, wurde 107 Jahre alt
- Shi Mingde[28] (1915 – 12. August 2022), chinesischer Maler, Dozent an der Zhejiang Normal University, wurde 106 oder 107 Jahre alt
- Li Guozhen (zh) (1915 – 27. November 2022), chinesische Politikerin und Radiologin, ab 1964 Abgeordnete in der Politischen Konsultativkonferenz des chinesischen Volkes (ab 1980 als Mitglied der KPCh), wurde 106 oder 107 Jahre alt.
- Jian Xianfo (zh) (Juli 1916 – 30. Dezember 2022), chinesische Politikerin, Vizeministerin für Elektrizitätswirtschaft 1979–1982, ab 1978 Abgeordnete in der Politischen Konsultativkonferenz des chinesischen Volkes (KPCh), Ehefrau von Xiao Ke, wurde 106 Jahre alt.
- Li Jisheng (zh)[29] (1917 – 30. Dezember 2022), chinesischer Übersetzer, übersetzte u. a. Der Morgen eines Gutsbesitzers und Zwei Husaren von Lew Tolstoi ins Chinesische, wurde 104 oder 105 Jahre alt.
- Tu Tongjin (en)[30] (September 1914 – 3. April 2023), chinesischer Generalmajor und Neurochirurg, Präsident der Vierten Militär-Medizinhochschule, wurde 108 Jahre alt.
- Yokochi Chihiro (横地千仭)[31] (1918 – 4. August 2024), japanischer Mediziner, Professor an der Kanagawa Dental University in Yokosuka, Autor eines 1962 erschienenen Anatomieatlasses, der ab 1971 auch auf Deutsch erschien (hrsg. v. Johannes W. Rohen, 9. Aufl. 2020 u. d. T. Fotoatlas der Anatomie), wurde 105 Jahre alt.
- Hou Beiren (en)[32] (1917 – 21. Mai 2025), chinesischer Maler und Politiker, wurde 107 oder 108 Jahre alt
- Xiao Baiyulin[33] (Juli 1917 – 26. Juni 2025), chinesische Operndarstellerin, Leiterin der Nantong Yue-Oper-Truppe, wurde 107 Jahre alt

### Vor 1870 geborene
In der obigen Tabelle finden sich nur sieben Personen, die vor 1870 geboren sind. Erst in den Geburtsjahrgängen nach 1870 fand eine deutliche Zunahme von Menschen statt, die ein aus heutiger Sicht ungewöhnlich hohes Alter erreichen. Daher ist z. B. Fannie Thomas (1867–1981), die von 1980 bis 1985 mit 113 Jahren der bis dahin älteste Mensch war, bereits bis 2012 von mehr als 100 älteren Menschen „überholt“ worden.
Hochbetagt verstorbene Menschen der Geburtsjahrgänge vor 1870 sind beispielsweise:

Sortiert nach Geburtsdatum, Alter ≥36900 Tage

- Eugène Chevreul (31. August 1786 – 9. April 1889), französischer Chemiker, wurde 102 Jahre alt (37476 Tage)
- Manuel García junior (17. März 1805 – 1. Juli 1906), spanischer Opernsänger, Pionier der Stimmphysiologie, wurde 101 Jahre alt (36995 Tage)
- Emily Howland (20. November 1827 – 29. Januar 1929), US-amerikanische Pädagogin und Philanthropin, wurde 101 Jahre alt (36960 Tage)
- Jekaterina Iwanowna Nowikowa-Sarina (13. Oktober 1837 – 25. Januar 1940), russische Schriftstellerin, wurde 102 Jahre alt (37358 Tage)
- Just Knud Qvigstad (4. April 1853 – 15. März 1957), norwegischer Politiker (Unterrichtsminister 1910–1912), Philologe und Hochschulrektor, wurde 103 Jahre alt (37965 Tage)
- Eliza Barchus (4. Dezember 1857 – 31. Dezember 1959), US-amerikanische Landschaftsmalerin, wurde 102 Jahre alt (37281 Tage)
- Christopher Hornsrud (15. November 1859 – 12. Dezember 1960), norwegischer Politiker, Premierminister 1928, Vorsitzender der Arbeiterpartei, wurde 101 Jahre alt (36917 Tage)
- Satō Kōzaburō (ja) (2. März 1868 – 21. November 1969), japanischer Politiker, Bürgermeister von Nagoya 1917–1921, wurde 101 Jahre alt (37153 Tage)

### Weitere besonders bekannte hochbetagt verstorbene Personen
Sortiert nach Alter, Alter ≥37000 Tage

- Lukas Ammann (29. September 1912 – 3. Mai 2017), Schweizer Schauspieler (u. a. Titelrolle in der Serie Graf Yoster gibt sich die Ehre), wurde 104 Jahre alt (38202 Tage)
- Olivia de Havilland (1. Juli 1916 – 26. Juli 2020), US-amerikanische Schauspielerin, wurde 104 Jahre alt (38011 Tage)
- Kirk Douglas (9. Dezember 1916 – 5. Februar 2020), US-amerikanischer Schauspieler, wurde 103 Jahre alt (37678 Tage)
- James Lovelock (26. Juli 1919 – 26. Juli 2022), britischer Chemiker, Mediziner, Biophysiker und Erfinder, wurde 103 Jahre alt (37621 Tage)
- Ernst Jünger (29. März 1895 – 17. Februar 1998), deutscher Schriftsteller, wurde 102 Jahre alt (37580 Tage)
- Hans Albert (8. Februar 1921 – 24. Oktober 2023), deutscher Soziologe und Philosoph, wurde 102 Jahre alt (37513 Tage)
- Albert Hofmann (11. Januar 1906 – 29. April 2008), Schweizer Chemiker, Entdecker des LSD, wurde 102 Jahre alt (37364 Tage)
- Hans-Georg Gadamer (11. Februar 1900 – 13. März 2002), deutscher Philosoph, wurde 102 Jahre alt (37285 Tage)
- Roland Dumas (23. August 1922 – 3. Juli 2024), französischer Politiker (Außenminister 1984–1986 und 1988–1993), wurde 101 Jahre alt (37205 Tage)
- David Rockefeller (12. Juni 1915 – 20. März 2017), US-amerikanischer Milliardär und Politikberater, wurde 101 Jahre alt (37172 Tage)
- Elizabeth Bowes-Lyon („Queen Mum“) (4. August 1900 – 30. März 2002), Mutter der britischen Königin Elisabeth II., wurde 101 Jahre alt (37128 Tage)
- Irving Berlin (11. Mai 1888 – 22. September 1989), US-amerikanischer Komponist (Annie Get Your Gun, White Christmas), wurde 101 Jahre alt (37023 Tage)

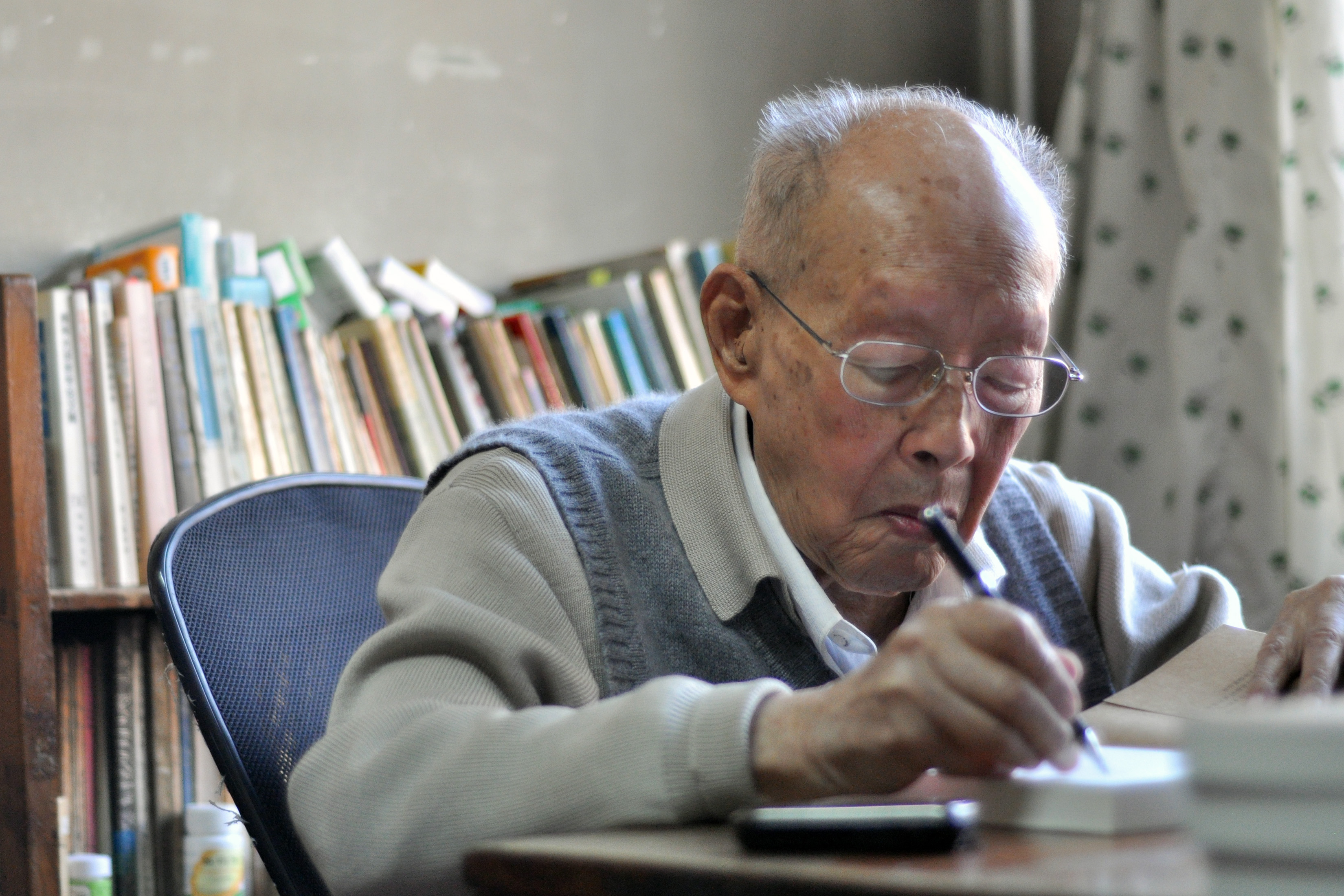
Zhou Youguang (1906–2017)
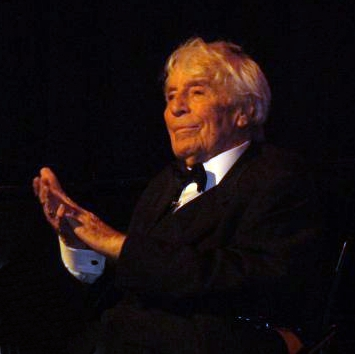
Johannes Heesters (1903–2011)
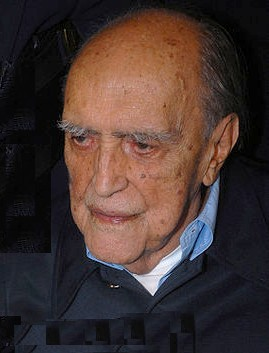
Oscar Niemeyer (1907–2012)
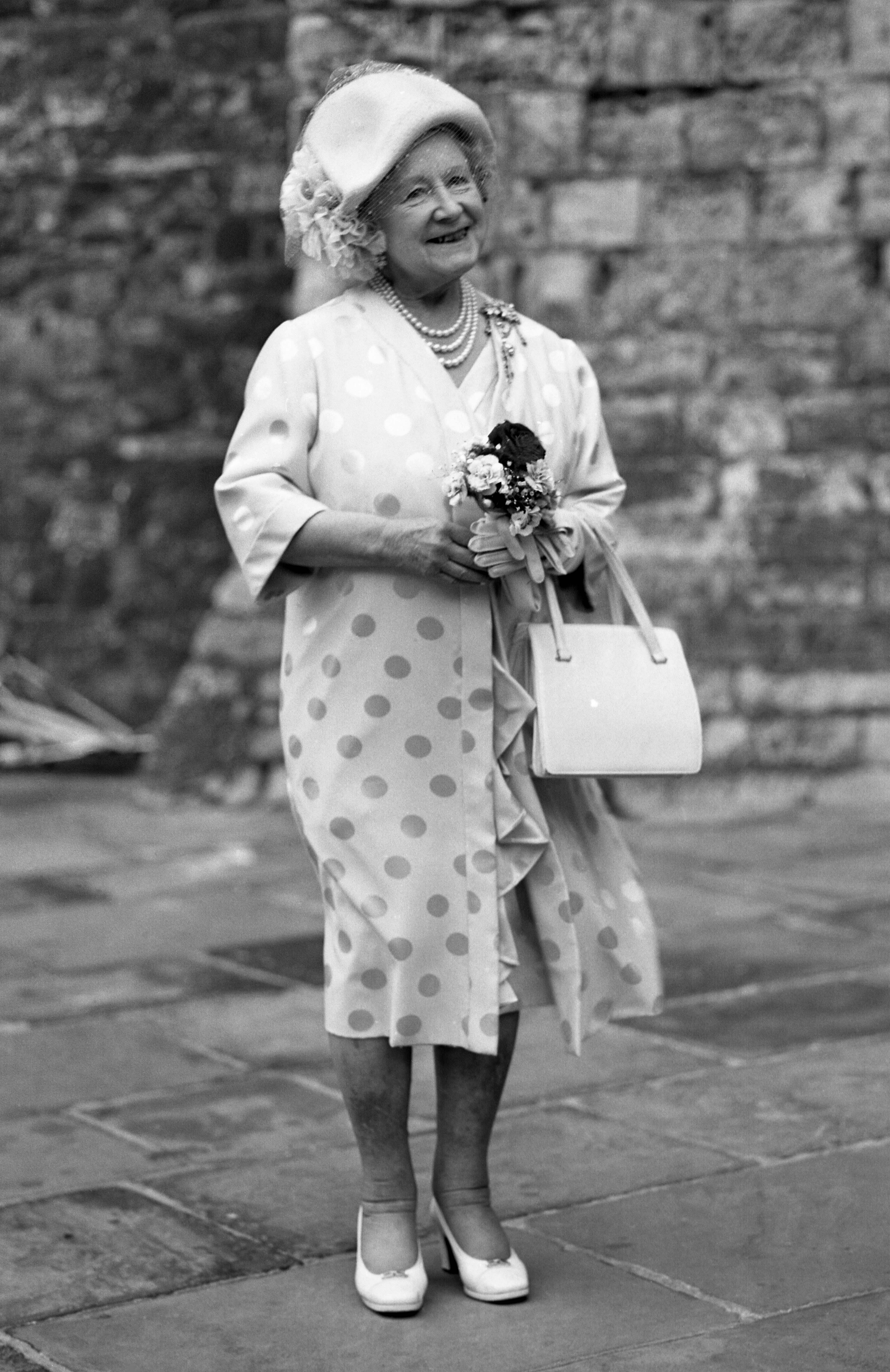
Elizabeth Bowes-Lyon „Queen Mum“ (1900–2002)